# Cybersocket Web Awards
Cybersocket Web Awards jsou americké ceny udílené od roku 2001 v oblasti gay online služeb. Vyhlašuje je společnost Cybersocket, vydavatel časopisu Cybersocket Web Magazine (od roku 1999), provozovatel portálu Cybersocket.com, komunitního fóra správců gay webových stránek The Gay Board a pornografického blogu GayPornucopia! (od roku 2007).
Společnost Cybersocket byla založena v roce 1997 za účelem vydávání každoročního tištěného LGBT adresáře webových stránek Cybersocket: The Gay Net Directory. Později na jeho základě vznikl internetový portál a další projekty.
Jeden z partnerské dvojice zakladatelů Morgan Sommer byl v roce 2010 uveden do Síně slávy AVN Awards; podle některých zdrojů i jeho partner Tim Lutz.
Ceny jsou udíleny jednotlivcům, společnostem a projektům za přínos v LGBT internetové komunitě během předchozího kalendářního roku. Nominace v předepsaných kategoriích navrhuje laická i odborná veřejnost, ta o nich poté i hlasuje. Od roku 2005 jsou jednotlivé kategorie zřetelně rozděleny na odborné a laické. Navíc v roce 2010 přibyla zvláštní cena Koalice pro svobodu slova a od následujícího roku Zeď slávy. Proces nominace probíhá tradičně v druhé polovině kalendářního roku, nejpozději do konce roku je uzavřeno hlasování a v prvních měsících následujícího roku se odehrává oficiální předávací ceremoniál.

## Držitelé ceny

### 2001
Při prvním udílení cen v roce 2001 za předchozí kalendářní rok byli oceněni:
Nejlepší stránky se sexuálními produkty (Best Adult Novelties Site)
Adam Male
Nejlepší systém pro ověření zletilosti (Best AVS Site)
United Gay Adult Sites
Nejlepší stránky o umění a umělcích (Best Art & Artists Site)
Steven Underhill
Nejlepší stránky o odívání a módě (Best Clothing & Fashion Site)
Universal Gear
Nejlepší stránky klubů a akcí (Best Clubs & Events Site)
The Party List
Nejlepší komunitní stránky (Best Community Site)
Gay.com
Nejlepší seznamovací stránky (Best Dating & Matchmaking Site)
Cruising for Sex
Nejlepší stránky drag queen (Best Drag Queen Site)
Chi Chi LaRue
Nejlepší eskortní a masážní stránky (Best Escort & Massage Site)
Rent Boy
Nejlepší erotický e-zin (Best Erotic E-Zine Site)
Joey Magazine
Nejlepší zdravotní a fitness stránky (Best Health & Fitness Site)
Gay Health
Nejlepší HIV informační stránky (Best HIV Resources Site)
Gay Men's Health Crisis
Nejlepší osobní stránky (Best Personal Homepage Site)
Bring Down
Nejlepší kožeňácké a fetišistické stránky (Best Leather & Fetish Site)
Boyfetish
Nejlepší lesbické komunitní stránky (Best Lesbian Community Site)
Techno Dyke
Nejlepší finanční stránky (Best Money & Finance Site)
Gay Financial Network
Nejlepší hudební stránky (Best Music Site)
Perfect Beat
Nejlepší politické a právní stránky (Best Politics & Law Site)
GLAAD
Nejlepší stránky pornohvězdy (Best Porn Stars Site)
Ken Ryker
Nejlepší stránky pro online sex (Best Sex Online Site)
Bedfellow
Nejlepší e-shop (Best Shopping Online Site)
10% Productions
Nejlepší sportovní stránky (Best Sports Site)
Out Sports
Nejlepší stránky o cestování a turismu (Best Travel & Tours Site)
Gay Explorer
Nejlepší filmové, CD a DVD stránky (Best Video, CD & DVD Site)
TLA Video
Nejlepší videochat (Best Web Cams Site)
Kip Cam
Nejlepší online vysílání (Best Webcast Site)
GayBC Radio
[ zpět nahoru ]

### 2002
V oceněních za rok 2001 byla kategorie stránek pro online sex nahrazena jinými čtyřmi kategoriemi souvisejícími s erotikou. Přibyla také nejlepší publikace či e-zin a nejlepší tvůrce stránek. Oceněni byli:
Nejlepší stránky se sexuálními produkty (Best Adult Novelties Site)
Adam Male
Nejlepší systém pro ověření zletilosti (Best AVS Site)
United Gay Adult Sites
Nejlepší stránky o umění a umělcích (Best Art & Artists Site)
David Morgan
Nejlepší stránky o odívání a módě (Best Clothing & Fashion Site)
International Male
Nejlepší stránky klubů a akcí (Best Clubs & Events Site)
Bad Boys Club Montreal
Nejlepší LGBT online komunita (Best LGBT Online Community)
Planet Out
Nejlepší seznamovací stránky (Best Dating & Matchmaking Site)
Gay.com Personals
Nejlepší stránky drag queen (Best Drag Queen Site)
Chi Chi LaRue
Nejlepší eskortní stránky (Best Escort Site)
Rent Boy
Nejlepší erotický e-zin (Best Erotic E-Zine Site)
Men Magazine
Nejlepší neplacené sexuální stránky (Best Free Sex Site)
Men on the Net
Nejlepší gay online erotická show (Best Gay Live XXX Site)
Boys Condo
Nejlepší erotické gay velké stránky (Best Adult Gay Mega Site)
Bedfellow
Nejlepší zdravotní a fitness stránky (Best Health & Fitness Site)
Gay Health
Nejlepší HIV informační stránky (Best HIV Resources Site)
Gay Men's Health Crisis
Nejlepší osobní stránky (Best Personal Homepage)
Rex's World
Nejlepší kožeňácké a fetišistické stránky (Best Leather & Fetish Site)
Boy Fetish
Nejlepší lesbické stránky (Best Lesbian Site)
Amazon.org
Nejlepší finanční stránky (Best Money & Finance Site)
Gay Financial Network
Nejlepší hudební stránky (Best Music Site)
4Play Records
Nejlepší politicko-aktivistické stránky (Best Political Action Site)
GLAAD
Nejlepší stránky pornohvězdy (Best Porn Stars Site)
Jeff Palmer
Nejlepší publikace / e-zin (Best Publication/E-Zine)
Advocate Magazine
Nejlepší e-shop (Best Shopping Site)
10% Productions
Nejlepší sportovní stránky (Best Sports Site)
Gay Games
Nejlepší stránky o cestování a turismu (Best Travel & Tours Site)
Out and About
Nejlepší filmové a DVD stránky (Best Video & DVD Site)
TLA Video
Nejlepší streamované video (Best Video Streaming Site)
Amateur Straight Guys
Nejlepší videochat (Best Webcam Site)
Naked Tony
Nejlepší online vysílání (Best Webcast Site)
Village TV
Nejlepší tvůrce stránek (Best Website Developer)
Mediapolis
[ zpět nahoru ]

### 2003
V roce 2003 opět došlo k řadě změn v oceňovaných kategoriích. V celkových 31 kategoriích byli oceněni:
Nejlepší stránky se sexuálními produkty (Best Adult Novelties Site)
Adam Male
Nejlepší systém pro ověření zletilosti (Best AVS Site)
United Gay Adult Sites
Nejlepší erotické velké stránky (Best Adult Gay Megasite)
Bedfellow
Nejlepší amatérské filmové stránky (Best Amateur Video Site)
All Boys Videos
Nejlepší platební společnost (Best Billing Company)
PayPal
Nejlepší stránky o umění a umělcích (Best Art & Artists Site)
Joe Phillips
Nejlepší stránky klubů a akcí (Best Clubs & Events Site)
The Party List
Nejlepší LGBT online komunita (Best LGBT Online Community)
Gay.com
Nejlepší seznamovací stránky (Best Dating & Matchmaking Site)
Male 2 Male
Nejlepší eskortní stránky (Best Escort Site)
Rent Boy
Nejlepší erotický e-zin (Best Erotic E-Zine Site)
Rainbow Magazine
Nejlepší etnické erotické stránky (Best Ethnic-Themed Adult Site)
Latin Guyz
Nejlepší fetišistické stránky (Best Fetish Site)
Boy Fetish
Nejlepší neplacené erotické stránky (Best Free Adult Site)
Men on the Net
Nejlepší online erotická show (Best Live XXX Site)
Chi Chi La Rue's Live and Raw
Nejlepší zdravotní a fitness stránky (Best Health & Fitness Site)
Gay Health
Nejlepší lesbické stránky (Best Lesbian Site)
Good Vibrations
Nejlepší hudební stránky (Best Music Site)
4Play Records
Nejlepší Pay per View stránky (Best Pay-Per-View Video Site)
Naked Sword
Nejlepší osobní videochat (Best Personal Webcam Site)
STR8 Cam
Nejlepší politicko-aktivistické stránky (Best Political Action Site)
GLAAD
Nejlepší stránky pornohvězdy (Best Porn Star Site)
Matthew Rush
Nejlepší publikace / e-zin (Best Publication/E-Zine Site)
Unzipped.net
Nejlepší e-shop (Best Shopping Site)
Buy Gay
Nejlepší specializované erotické placené stránky (Best Speciality Adult Pay Site)
Chi Chi La Rue
Nejlepší stránky filmové společnosti (Best Video Company Site)
Falcon Studios
Nejlepší stránky o cestování (Best Travel Site)
Out And About
Nejlepší stránky prodejce videa a DVD (Best Video / DVD Retail Site)
TLA Video
Nejlepší voyeurské stránky (Best Voyeur Site)
Chi Chi LaRue's Live and Raw Hotel
Nejlepší partnerský program pro správce stránek (Best Webmaster Affiliate Program)
Queer Cash
Nejlepší tvůrce stránek (Best Website Developer)
BlowSquish
[ zpět nahoru ]

### 2004
V roce 2004 došlo k vypuštění kategorie LGBT komunitních stránek, jinak zůstala struktura zachována. Oceněni byli:
Nejlepší systém pro ověření zletilosti (Best AVS Site)
Global Male Pass
Nejlepší erotické velké stránky (Best Adult Gay Megasite)
Bedfellow
Nejlepší stránky se sexuálními produkty (Best Adult Novelties Site)
Adam Male
Nejlepší amatérské filmové stránky (Best Amateur Video Site)
All Boy Videos
Nejlepší stránky o umění a umělcích (Best Art & Artists Site)
Tom of Finland Foundation
Nejlepší blog (Best Blog Site)
The Corky
Nejlepší stránky klubů a akcí (Best Clubs & Events Site)
Club Channel 1
Nejlepší seznamovací stránky (Best Dating & Matchmaking Site)
Male 2 Male
Nejlepší erotický e-zin (Best Erotic E-Zine Site)
Men Magazine
Nejlepší eskortní stránky (Best Escort Site)
Big Cock Society
Nejlepší etnické erotické stránky (Best Ethnic-Themed Adult Site)
Thug Boy
Nejlepší fetišistické stránky (Best Fetish Site)
Boy Fetish
Nejlepší neplacené erotické stránky (Best Free Adult Site)
Cruising for Sex
Nejlepší zdravotní a fitness stránky (Best Health & Fitness Site)
Gay Health
Nejlepší lesbické stránky (Best Lesbian Site)
Good Vibrations
Nejlepší online erotická show (Best Live XXX Site)
Chi Chi LaRue's Live and Raw
Nejlepší hudební stránky (Best Music Site)
Pride Nation
Nejlepší stránky s původním obsahem (Best Original Content Site)
Bedfellow
Nejlepší Pay per View stránky (Best Pay-Per-View Video Site)
Naked Sword
Nejlepší osobní videochat (Best Personal Webcam Site)
Trucker Jeff
Nejlepší politicko-aktivistické stránky (Best Political Action Site)
GLAAD
Nejlepší stránky pornohvězdy (Best Porn Star Site)
Michael Brandon
Nejlepší platební zprostředkovatel (Best Processor)
CCBill
Nejlepší publikace / e-zin (Best Publication / E-Zine Site)
Unzipped
Nejlepší e-shop (Best Shopping Site)
Buy Gay
Nejlepší specializované erotické placené stránky (Best Speciality Adult Pay Site)
Chi Chi LaRue
Nejlepší stránky o cestování (Best Travel Site)
Damron
Nejlepší stránky filmové společnosti (Best Video Company Site)
Channel 1 Releasing
Nejlepší stránky prodejce videa a DVD (Best Video / DVD Retail Site)
TLA Video
Nejlepší voyeurské stránky (Best Voyeur Site)
Chi Chi LaRue's Live and Raw Hotel
Nejlepší partnerský program pro správce stránek (Best Webmaster Affiliate Program)
Bedfellowcash
Nejlepší tvůrce stránek (Best Website Developer)
Bionic Pixels
[ zpět nahoru ]

### 2005
V pátém ročníku došlo k zásadní změně, kdy byly ceny rozděleny do dvou sekcí: ceny vybírané odborníky z branže (Industry Choice Awards) a ceny vybírané návštěvníky stránek (Surfers Choice Awards). Oceněni byli:

#### Industry Choice Awards
Nejlepší systém pro ověření zletilosti (Best AVS Site)
ManSites
Nejlepší erotické velké stránky (Best Adult Gay Megasite)
Badpuppy
Nejlepší stránky se sexuálními produkty (Best Adult Novelties Site)
Adam Male
Nejlepší amatérské filmové stránky (Best Amateur Video Site)
Sean Cody
Nejlepší etnické erotické stránky (Best Ethnic-Themed Adult Site)
Latin Boyz
Nejlepší fetišistické stránky (Best Fetish Site)
All American Kink
Nejlepší neplacené erotické stránky (Best Free Adult Site)
Cruising For Sex
Nejlepší online osobnost (Best Live Webcast Personality)
Jason Curious
Nejlepší online erotická show (Best Live XXX Site)
Wet Palms
Nejlepší stránky s původním obsahem (Best Original Content Site)
Sean Cody
Nejlepší stránky pornohvězdy (Best Porn Star Site)
Michael Brandon
Nejlepší specializované erotické placené stránky (Best Speciality Adult Pay Site)
Chi Chi LaRue
Nejlepší platební zprostředkovatel (Best Transaction Processor)
CC Bill
Nejlepší stránky filmové společnosti (Best Video Company Site)
Raging Stallion
Nejlepší streamované video (Best Video Streaming Site)
Naked Sword
Nejlepší stránky prodejce videa a DVD (Best Video / DVD Retail Site)
TLA Video
Nejlepší voyeurské stránky (Best Voyeur Site)
Live And Raw 1 On 1
Nejlepší partnerský program pro správce stránek (Best Webmaster Affiliate Program)
Puppy Cash
Nejlepší tvůrce stránek (Best Website Developer)
Cubik Media

#### Surfers Choice Awards
Nejlepší systém pro ověření zletilosti (Best AVS Site)
UGAS
Nejlepší erotické velké stránky (Best Adult Gay Megasite)
Randy Blue
Nejlepší stránky se sexuálními produkty (Best Adult Novelties Site)
Adam Male
Nejlepší amatérské filmové stránky (Best Amateur Video Site)
Sean Cody
Nejlepší stránky o umění a umělcích (Best Art & Artists Site)
Tom of Finland Foundation
Nejlepší blog (Best Blog Site)
Gay Porn Blog
Nejlepší stránky klubů a akcí (Best Clubs & Events Site)
Party List
Nejlepší seznamovací stránky (Best Dating & Matchmaking Site)
Gay.com
Nejlepší erotický e-zin (Best Erotic E-Zine Site)
Cock Ring
Nejlepší eskortní stránky (Best Escort Site)
Rent Boy
Nejlepší etnické erotické stránky (Best Ethnic-Themed Adult Site)
Latin Boyz
Nejlepší fetišistické stránky (Best Fetish Site)
Golden Boys USA
Nejlepší neplacené erotické stránky (Best Free Adult Site)
Just Us Boys
Nejlepší zdravotní a fitness stránky (Best Health & Fitness Site)
Gay Health
Nejlepší lesbické stránky (Best Lesbian Site)
Good Vibrations
Nejlepší LGBT online komunita (Best LGBT Online Community)
Gay.com
Nejlepší online osobnost (Best Live Webcast Personality)
Jason Curious
Nejlepší online erotická show (Best Live XXX Site)
Naked Frat House
Nejlepší hudební stránky (Best Music Site)
Gaydar Radio
Nejlepší politicko-aktivistické stránky (Best Political Action Site)
Human Rights Campaign
Nejlepší stránky pornohvězdy (Best Porn Star Site)
Michael Brandon
Nejlepší publikace / e-zin (Best Publication / E-Zine Site)
Unzipped
Nejlepší e-shop (Best Shopping Site)
TLA Video
Nejlepší specializované erotické placené stránky (Best Speciality Adult Pay Site)
Chi Chi LaRue
Nejlepší stránky o cestování (Best Travel Site)
Damron
Nejlepší stránky filmové společnosti (Best Video Company Site)
Bel Ami Online
Nejlepší streamované video (Best Video Streaming Site)
Naked Sword
Nejlepší stránky prodejce videa a DVD (Best Video / DVD Retail Site)
TLA Video
Nejlepší voyeurské stránky (Best Voyeur Site)
Naked Frat House
[ zpět nahoru ]

### 2006
Oceněni byli:

#### Industry Choice Awards
Nejlepší systém pro ověření zletilosti (Best AVS Site)
ManSites
Nejlepší erotické velké stránky (Best Adult Gay Megasite)
Corbin Fisher
Nejlepší stránky se sexuálními produkty (Best Adult Novelties Site)
Sex Toy
Nejlepší amatérské filmové stránky (Best Amateur Video Site)
Straight Boys Fucking
Nejlepší blog (Best Blog Site)
Lavender Lounge
Nejlepší etnické erotické stránky (Best Ethnic-Themed Adult Site)
Papi Cock
Nejlepší fetišistické stránky (Best Fetish Site)
Boys Pissing
Nejlepší neplacené erotické stránky (Best Free Adult Site)
Banana Guide
Nejlepší stránky webhostingové společnosti (Best Hosting Company Site)
Cave Creek
Nejlepší magazín z branže (Best Industry Magazine)
AVN Online
Nejlepší online erotická show (Best Live XXX Site)
Flirt 4 Free
Nejlepší nové stránky (Best New Site)
Gay Sex Search
Nejlepší stránky s původním obsahem (Best Original Content Site)
Randy Blue
Nejlepší stránky pornohvězdy (Best Porn Star Site)
Michael Brandon
Nejlepší specializované erotické placené stránky (Best Speciality Adult Pay Site)
Dirty Boy Video
Nejlepší platební zprostředkovatel (Best Transaction Processor)
CC Bill
Nejlepší stránky filmové společnosti (Best Video Company Site)
COLT Studio
Nejlepší stránky prodejce videa a DVD (Best Video / DVD Retail Site)
TLA Video
Nejlepší stránky s videem na vyžádání (Best VOD Site)
Maleflixxx
Nejlepší voyeurské stránky (Best Voyeur Site)
Circle Jerk Boys
Nejlepší partnerský program pro správce stránek (Best Webmaster Affiliate Program)
Chi Chi Clicks

#### Surfers Choice Awards
Nejlepší systém pro ověření zletilosti (Best AVS Site)
UGAS
Nejlepší erotické velké stránky (Best Adult Gay Megasite)
Randy Blue
Nejlepší stránky se sexuálními produkty (Best Adult Novelties Site)
Adam Male
Nejlepší amatérské filmové stránky (Best Amateur Video Site)
Circle Jerk Boys
Nejlepší stránky o umění a umělcích (Best Art & Artists Site)
Patrick Fillion
Nejlepší blog (Best Blog Site)
Gay Porn Blog
Nejlepší stránky klubů a akcí (Best Clubs & Events Site)
Jeffrey Sanker
Nejlepší seznamovací stránky (Best Dating & Matchmaking Site)
Manhunt
Nejlepší erotický e-zin (Best Erotic E-Zine Site)
Unzipped
Nejlepší eskortní stránky (Best Escort Site)
Rent Boy
Nejlepší etnické erotické stránky (Best Ethnic Themed Adult Site)
Thug Boy
Nejlepší fetišistické stránky (Best Fetish Site)
Golden Boys USA
Nejlepší neplacené erotické stránky (Best Free Adult Site)
Men On The Net
Nejlepší zdravotní a fitness stránky (Best Health & Fitness Site)
Men's Health
Nejlepší lesbické stránky (Best Lesbian Site)
Gay.com[zdroj?]
Nejlepší LGBT online komunita (Best LGBT Online Community)
Gay.com
Nejlepší online erotická show (Best Live XXX Site)
Naked Frat House
Nejlepší hudební stránky (Best Music Site)
Gay Internet Radio Live
Nejlepší nové stránky (Best New Site)
Men Over 30
Nejlepší osobní stránky (Best Personal Homepage)
Party With Brandon
Nejlepší politicko-aktivistické stránky (Best Political Action Site)
MoveOn.org
Nejlepší stránky pornohvězdy (Best Porn Star Site)
Zeb Atlas
Nejlepší publikace / e-zin (Best Publication / E-Zine Site)
Flava Men
Nejlepší e-shop (Best Shopping Site)
BuyGay
Nejlepší specializované erotické placené stránky (Best Speciality Adult Pay Site)
Men At Play
Nejlepší stránky o cestování (Best Travel Site)
Queer Planet
Nejlepší stránky filmové společnosti (Best Video Company Site)
Bel Ami Online
Nejlepší stránky prodejce videa a DVD (Best Video / DVD Retail Site)
TLA Video
Nejlepší stránky s videem na vyžádání (Best VOD Site)
Naked Sword
Nejlepší voyeurské stránky (Best Voyeur Site)
Live Twinks Cam
Nejlepší videochat (Best Webcam Site)
Active Duty
[ zpět nahoru ]

### 2007
V roce 2007 došlo k velkým změnám v kategoriích a poprvé byli v jedné kategorii oceněni dva výherci (v hlasování publika). Ceny získali:

#### Industry Choice Awards
Nejlepší partnerský program (Best Affiliate Program)
Pride Bucks
Nejlepší alternativní platby (Best Alternative Billing)
ePassporte
Nejlepší platební společnost (Best Billing Company)
CCBill
Nejlepší osobnost roku (Best Business Person of the Year)
Tim Valenti
Nejlepší stránky webhostingové společnosti (Best Hosting Company Site)
Chili Host
Nejlepší magazín z branže (Best Industry Magazine)
XBiz
Nejlepší poskytovatel živých zdrojů (Best Live Feed Provider)
Flirt 4 Free
Nejlepší velké stránky (Best Mega Site)
BadPuppy
Nejlepší nové stránky (Best New Site)
Broke Straight Boys
Nejlepší stránky filmové společnosti (Best Video Company Site)
Falcon Studios
Nejlepší komunita správců stránek (Best Webmaster Community)
Go Fuck Yourself
Nejlepší poskytovatel webového obsahu (Best Web Content Provider)
Hard Gay Feeds

#### Surfers Choice Awards
Nejlepší erotický blog (Best Adult Blog)
Gay Porn Blog
Nejlepší stránky se sexuálními produkty (Best Adult Novelties Site)
Adam Male
Nejlepší erotické video pro iPod (Best Adult Video For Ipod)
Dirty Tony
Colt Studio
Nejlepší amatérské filmové stránky (Best Amateur Video Site)
Dirty Boy Video
Nejlepší amatérská webová kamera (Best Amateur Webcam)
Str8cam
Nejlepší asiatské erotické stránky (Best Asian Theme Adult Site)
Boykakke
Nejlepší systém pro ověření zletilosti (Best AVS Site)
ManCheck
Nejlepší černošské erotické stránky (Best Black Theme Adult Site)
ThugBoy
Nejlepší stránky celebrit (Best Celebrity Site)
Male Stars
Nejlepší erotický e-zin (Best Erotic E-Zine)
Just Us Boys
Nejlepší eskortní stránky (Best Escort Site)
Big Cock Society
Nejlepší evropské erotické stránky (Best European Themed Adult Site)
Men at Play
Nejlepší fetišistické stránky (Best Fetish Site)
Boys Pissing
Nejlepší neplacené erotické stránky (Best Free Adult Site)
BananaGuide
Nejlepší seznamka na sex (Best Hookup Adult Site)
Men 4 Sex Now
Nejlepší latinoamerické erotické stránky (Best Latin Themed Adult Site)
Papi Cock
Nejlepší online erotická show (Best Live XXX Show)
Sex Gaymes
Nejlepší velké stránky (Best Mega Site)
Badpuppy
Nejlepší nové erotické stránky (Best New Adult Site)
Blake Mason
Nejlepší původní obsah (Best Original Content)
Randy Blue
Nejlepší původní tematické stránky (Best Original Theme Site)
You Love Jack
Nejlepší osobní stránky (Best Personal Homepage)
Lady Bunny
Nejlepší stránky pornohvězdy (Best Porn Star Site)
Pierre Fitch
Nejlepší reality show (Best Reality Site)
Straight College Men
Nejlepší stránky filmové společnosti (Best Video Company Site)
Raging Stallion
Nejlepší stránky prodejce videa a DVD (Best Video / DVD Retail Site)
Adam Male
Nejlepší stránky s videem na vyžádání (Best VOD Site)
NakedSword
Nejlepší voyeurské stránky (Best Voyeur Site)
Live Twinks Cam
[ zpět nahoru ]

### 2008
V kategoriích cen za rok 2007 došlo jen k několika změnám. Vypadla kategorie alternativních plateb, videa pro iPod i prodejce filmů a DVD. Nově pak laická veřejnost hodnotila nejlepší osobnost. V celkových 37 kategoriích ocenění získali:

#### Industry Choice Awards
Nejlepší partnerský program (Best Affiliate Program)
Gunz Blazing
Nejlepší platební společnost (Best Billing Company)
Epoch
Osobnost roku (Business Person of the Year)
Harmik Gharapetian (Epoch)
Nejlepší stránky webhostingové společnosti (Best Hosting Company Site)
National Net
Nejlepší magazín z branže (Best Industry Magazine)
X Biz World
Nejlepší poskytovatel živých zdrojů (Best Live Feed Provider)
My Cams
Nejlepší velké stránky (Best Mega Site)
Playgirl TV
Nejlepší nové stránky (Best New Site)
Collin O'neal
Nejlepší stránky filmové společnosti (Best Video Company Site)
Raging Stallion
Nejlepší komunita správců stránek (Best Webmaster Community)
Go Fuck Yourself
Nejlepší poskytovatel webového obsahu (Best Web Content Provider)
Dick Mag

#### Surfers Choice Awards
Nejlepší erotický blog (Best Adult Blog)
Gay Porn Blog
Nejlepší stránky se sexuálními produkty (Best Adult Novelties Site)
Flesh Jack
Nejlepší amatérské filmové stránky (Best Amateur Video Site)
Sean Cody
Nejlepší amatérská webová kamera (Best Amateur Webcam)
Dirk Yates Live
Nejlepší asiatské erotické stránky (Best Asian Theme Adult Site)
Boykakke
Nejlepší systém pro ověření zletilosti (Best AVS Site)
Gay Porn Access
Nejlepší černošské erotické stránky (Best Black Theme Adult Site)
Thug Boy
Nejlepší stránky celebrit (Best Celebrity Site)
Perez Hilton
Nejlepší erotický e-zin (Best Erotic E-Zine)
BUTT Magazine
Nejlepší eskortní stránky (Best Escort Site)
Rent Boy
Nejlepší evropské erotické stránky (Best European Themed Adult Site)
Bel Ami Online
Nejlepší fetišistické stránky (Best Fetish Site)
Men At Play
Nejlepší neplacené erotické stránky (Best Free Adult Site)
X Tube
Nejlepší seznamka na sex (Best Hookup Adult Site)
Man Hunt
Nejlepší latinoamerické erotické stránky (Best Latin Themed Adult Site)
Papi Cock
Nejlepší online erotická show (Best Live XXX Show)
Active Duty
Nejlepší velké stránky (Best Mega Site)
Bad Puppy
Nejlepší nové erotické stránky (Best New Adult Site)
With Marcello
Nejlepší původní obsah (Best Original Content)
Randy Blue
Nejlepší původní tematické stránky (Best Original Theme Site)
Bait Bus
Nejlepší osobnost (Best Personality)
Michael Lucas
Nejlepší stránky pornohvězdy (Best Porn Star Site)
Brent Corrigan
Nejlepší reality show (Best Reality Site)
Amateur Straight Guys
Nejlepší stránky filmové společnosti (Best Video Company Site)
Hot House
Nejlepší stránky s videem na vyžádání (Best VOD Site)
Maleflixxx
Nejlepší voyeurské stránky (Best Voyeur Site)
Frat Pad
[ zpět nahoru ]

### 2009
Vyhlášení cen se uskutečnilo v pondělí 9. února 2009 v nočním klubu Eleven v Los Angeles. Ceremoniál moderovala drag queen Chi Chi LaRue, které asistovali Johnny Hazzard a Blake Riley. Struktura kategorií zůstala víceméně zachována. Jednotlivá ocenění získali:

#### Industry Choice Awards
Nejlepší partnerský program (Best Affiliate Program)
Buddy Profits
Nejlepší platební společnost (Best Billing Company)
Epoch
Osobnost roku (Business Person of the Year)
Brian Randall
Nejlepší webhostingová společnost (Best Hosting Company)
National Net
Nejlepší magazín z branže (Best Industry Magazine)
Xbiz
Nejlepší poskytovatel živých zdrojů (Best Live Feed Provider)
Gay Im Live
Nejlepší velké stránky (Best Mega Site)
Helix Studios
Nejlepší nové erotické stránky (Best New Adult Site)
Rocket Tube
Nejlepší stránky filmové společnosti (Best Video Company Site)
Channel 1 Releasing
Nejlepší komunita správců stránek (Best Webmaster Community)
GayDemon.biz
Nejlepší poskytovatel webového obsahu (Best Web Content Provider)
Jock Juice Content

#### Surfers Choice Awards
Nejlepší erotický blog (Best Adult Blog)
Queer Click
Nejlepší stránky se sexuálními produkty (Best Adult Novelties Site)
Male Stockroom
Nejlepší amatérské filmové stránky (Best Amateur Video Site)
Cocky Boys
Nejlepší amatérská webová kamera (Best Amateur Webcam)
Flirt 4 Free
Nejlepší asiatské erotické stránky (Best Asian Theme Adult Site)
Boykakke
Nejlepší systém pro ověření zletilosti (Best AVS Site)
Gay Porn Access
Nejlepší černošské erotické stránky (Best Black Theme Adult Site)
Thug Boy
Nejlepší stránky celebrit (Best Celebrity Site)
Male Celebrities
Nejlepší erotický e-zin (Best Erotic E-Zine)
The Sword
Nejlepší eskortní stránky (Best Escort Site)
Rent Boy
Nejlepší evropské erotické stránky (Best European Theme Adult Site)
Bel Ami Online
Nejlepší fetišistické stránky (Best Fetish Site)
Bound Gods
Nejlepší neplacené erotické stránky (Best Free Adult Site)
DList
Nejlepší erotická seznamka (Best Adult Hookup Site)
ManHunt
Nejlepší latinoamerické erotické stránky (Best Latin Themed Adult Site)
Miami Boyz
Nejlepší online erotická show (Best Live XXX Show)
Brent Everett
Nejlepší velké stránky (Best Mega Site)
Bad Puppy
Nejlepší nové erotické stránky (Best New Adult Site)
Classified Escorts
Nejlepší původní obsah (Best Original Content)
Randy Blue
Nejlepší původní tematické stránky (Best Original Theme Site)
Active Duty
Bait Bus
Nejlepší osobnost (Best Personality)
Cody Cummings
Nejlepší stránky pornohvězdy (Best Porn Star Site)
Collin O'Neal
Nejlepší reality show (Best Reality Site)
Straight Boys Fucking
Nejlepší stránky filmové společnosti (Best Video Company Site)
Hot House
Nejlepší stránky s videem na vyžádání (Best VOD Site)
AEBN
Nejlepší voyeurské stránky (Best Voyeur Site)
Frat Pad
[ zpět nahoru ]

### 2010
Od 27. července do 24. září 2009 mohla veřejnost na stránkách cen navrhovat nominace a následně bylo tamtéž otevřeno hlasování v příslušných kategoriích. Vyhlášení desátých výročních cen se uskutečnilo 8. února 2010 v nočním klubu Eleven v Západním Hollywoodu. Ceremoniál uváděli Chi Chi LaRue a Jason Sechrest, kterým asistovali Cody Cummings, Tommy D, Rod Daily a Mason Wyler. Ocenění získali:

#### Industry Choice Awards
Nejlepší partnerský program (Best Affiliate Program)
Buddy Profits
Nejlepší platební společnost (Best Billing Company)
CCBill
Nejlepší alternativní platební společnost (Best Alternative Billing Company)
NetBilling
Osobnost roku (Business Person of the Year)
Miranda Leaver, spoluzakladatelka Solstice Group Inc. a Men4SexNow/Men4RentNow
Společnost roku (Company of the Year)
Epoch
Nejlepší webhostingová společnost (Best Hosting Company)
WebAir
Nejlepší magazín z branže (Best Industry Magazine)
XBIZ World
Nejlepší videochat (Best Live Cam)
GayImLive
Nejlepší filmová společnost (Best Video Company)
C1R (Channel 1 Releasing)
Nejlepší komunita správců stránek (Best Webmaster Community)
XBIZ.net
Nejlepší poskytovatel webového obsahu (Best Web Content Provider)
Pride Content
Nejlepší společnost poskytující rebrandingové služby (Best White Label)
Maleflixxx

#### Surfers Choice Awards
Nejlepší amatérské filmové stránky (Best Amateur Video Site)
Cocky Boys
Nejlepší amatérská webová kamera (Best Amateur Webcam)
Brent Everett
Nejlepší asiatské erotické stránky (Best Asian Theme Adult Site)
Japan Boyz
Nejlepší černošské erotické stránky (Best Black Theme Adult Site)
Thug Seduction
Nejlepší eskortní stránky (Best Escort Site)
Rent Boy
Nejlepší evropské erotické stránky (Best European Theme Adult Site)
Bel Ami Online
Nejlepší fetišistické stránky (Best Fetish Site)
Men at Play
Nejlepší neplacené erotické stránky (Best Free Adult Site)
Men on the Net
Nejlepší erotická seznamka (Best Adult Hookup Site)
ManHunt
Nejlepší latinoamerické erotické stránky (Best Latin Themed Adult Site)
Bang Bang Boys
Nejlepší videochat (Best Live Cam)
Flirt 4 Free
Nejlepší masážní stránky (Best Massage Site)
Massage M4M
Nejlepší velké stránky (Best Mega Site)
BadPuppy
Nejlepší mobilní stránky (Best Mobile Site)
Grindr
Film roku (Movie Of The Year)
Men of Israel (Lucas Entertainment)
Nejlepší nové stránky (Best New Site)
Homoactive TV
Nejlepší zpravodajské stránky (Best Novelties Site)
FleshJack
Nejlepší původní obsah (Best Original Content)
Randy Blue
Nejlepší původní tematické stránky (Best Original Theme Site)
Straight Boys Fucking
Bare Adventures
Nejlepší osobnost (Best Personality)
Wolf Hudson
Nejlepší pornografický blog (Best Porn Blog)
Queer Click
Nejlepší pornohvězda (Best Porn Star)
Reese Rideout
Nejlepší reality show (Best Reality Site)
Bait Bus
Nejlepší filmová společnost (Best Video Company)
Hot House
Nejlepší stránky s videem na vyžádání (Best VOD Site)
NakedSword
Nejlepší voyeurské stránky (Best Voyeur Site)
Coco Dorm

#### Special Award
Výjimečná cena Koalice pro svobodu slova (Free Speech Coalition Award of Excellence)
Corbin Fisher
[ zpět nahoru ]

### 2011
V srpnu a září 2010 mohla laická a odborná veřejnost navrhovat nominace a v listopadu a prosinci téhož roku návštěvníci stránek hlasováním vybrali vítěze. Vyhlášení se uskutečnilo v pondělí 7. února 2011 v nočním klubu The Factory v Západním Hollywoodu. Ceremoniál uváděli Chico's Angels. Ocenění v 12 odborných i 26 laických kategoriích a uvedení na „Zdi slávy“ získali:

#### Industry Choice Awards
Nejlepší partnerský program (Best Affiliate Program)
My Gay Cash
Nejlepší platební společnost (Best Billing Company)
Epoch
Nejlepší alternativní platební společnost (Best Alternative Billing Company)
Net Billing
Osobnost roku (Business Person of the Year)
Gary Jackson (CCBill)
Společnost roku (Company of the Year)
Buddy Profits
Nejlepší webhostingová společnost (Best Hosting Company)
National Net
Nejlepší magazín z branže (Best Industry Magazine)
Fubar Times
Nejlepší videochat (Best Live Cam)
Gay IM Live
Nejlepší filmová společnost (Best Video Company)
Next Door Studios
Nejlepší komunita správců stránek (Best Webmaster Community)
Just Us Webmasters
Nejlepší poskytovatel webového obsahu (Best Web Content Provider)
Sex Entertain
Nejlepší společnost poskytující rebrandingové služby (Best White Label)
Men 4 Rent Now

#### Surfers Choice Awards
Nejlepší amatérské filmové stránky (Best Amateur Video Site)
Tim Tales
Nejlepší amatérská webová kamera (Best Amateur Webcam)
Pierre Fitch
Nejlepší asiatské erotické stránky (Best Asian Theme Adult Site)
Peter Fever
Nejlepší černošské erotické stránky (Best Black Theme Adult Site)
It's Gonna Hurt
Nejlepší eskortní stránky (Best Escort Site)
Rent Boy
Nejlepší evropské erotické stránky (Best European Theme Adult Site)
Men At Play
Nejlepší fetišistické stránky (Best Fetish Site)
Active Duty
Nejlepší neplacené erotické stránky (Best Free Adult Site)
Adam 4 Adam
Nejlepší seznamka (Best Hookup Site)
Man Hunt
Nejlepší latinoamerické erotické stránky (Best Latin Themed Adult Site)
Huge Brazilian Dicks
Nejlepší videochat (Best Live Cam)
Flirt 4 Free
Nejlepší masážní stránky (Best Massage Site)
Massage M4M
Nejlepší velké stránky (Best Mega Site)
Bad Puppy
Nejlepší mobilní stránky (Best Mobile Site)
Grindr
Film roku (Movie Of The Year)
Fuck U (Channel 1 Releasing)
Nejlepší nové stránky (Best New Site)
The New Brent Corrigan
Nejlepší zpravodajské stránky (Best Novelties Site)
Male Stockroom
Nejlepší původní obsah (Best Original Content)
Randy Blue
Nejlepší původní tematické stránky (Best Original Theme Site)
Straight Boys Fucking
Men Over 30
Nejlepší osobnost (Best Personality)
Chi Chi LaRue
Nejlepší pornografický blog (Best Porn Blog)
Jason Sechrest
Nejlepší pornohvězda (Best Porn Star)
Steve Cruz
Nejlepší reality show (Best Reality Site)
Bait Bus
Nejlepší filmová společnost (Best Video Company)
Lucas Entertainment
Nejlepší stránky s videem na vyžádání (Best VOD Site)
Naked Sword
Nejlepší voyeurské stránky (Best Voyeur Site)
Dick Dorm

#### Special Award
Zeď slávy Cybersocket (Cybersocket Wall Of Fame Award Of Excellence)
Michael Brandon
[ zpět nahoru ]

### 2012
Vyhlášení cen se uskutečnilo v pondělí 9. ledna 2012 v nočním klubu The Factory v Západním Hollywoodu. Ceremoniál uváděla opět skupina drag queens Chico's Angels. Oceněni byli:

#### Industry Choice Awards
Nejlepší zdroj pro tvůrce stránek (Best Webmaster Resource)
Gay Wide Webmasters
Nejlepší tvůrce obsahu (Best Content Producer)
Randy Blue
Nejlepší partnerský program (Best Affiliate Program)
Standahead
Next Door Buddy Profits
Nejlepší platební společnost (Best Billing Company)
CCBill
Nejlepší alternativní platební společnost (Best Alternative Billing Company)
Orbital Pay
Osobnost roku (Business Person of the Year)
Tim Valenti (Naked Sword)
Nejlepší webhostingová společnost (Best Hosting Company)
WebAir
Společnost roku (Company of the Year)
BadPuppy
Nejlepší společnost poskytující rebrandingové služby (Best White Label)
Im Live

#### Surfers Choice Awards
Nejlepší mobilní stránky (Best Mobile Site)
Men 4 Sex Now Mobile
Nejlepší pornografický blog (Best Porn Blog)
Queer Me Now
Nejlepší stránky se sexuálními produkty (Best Adult Novelties Site)
FleshJack
Nejlepší filmové stránky (Best Video Site)
Next Door Studios
Nejlepší amatérská webová kamera (Best Amateur Webcam)
Cody Cummings
Nejlepší etnické stránky (Best Ethnic-Themed Site)
Red Hot Latinos
Nejlepší eskortní stránky (Best Escort Site)
RentBoy.com
Nejlepší evropské erotické stránky (Best European Themed Adult Site)
Stag Homme
Nejlepší fetišistické stránky (Best Fetish Site)
Active Duty
Nejlepší neplacené stránky (Best Free Site)
GayTube
Nejlepší seznamka na sex (Best Hookup Site)
ManHunt
Nejlepší živá kamera (Best Live Cam)
Cam4
Nejlepší nové stránky (Best New Site)
Men.com
Nejlepší stránka s původním obsahem (Best Original Content Site)
All Australian Boys
MenAtPlay
Nejlepší osobnost (Best Personality)
Chi Chi LaRue
Nejlepší pornohvězda (Best Porn Star)
Brent Everett
Nejlepší stránky s videem na vyžádání (Best VOD Site)
Naked Sword
Film roku (Movie of the Year)
3D Bel Ami (Bel Ami)
Nejlepší sexuální scéna (Best Sex Scene)
orgie z The Other Side of Aspen 6
Nejlepší nováček (Best Newcomer)
Anthony Romero

#### Special Award
Zeď slávy Cybersocket (Cybersocket Wall Of Fame Award Of Excellence)
Steven Scarborough (Hot House Studios)
[ zpět nahoru ]

### 2013
Vyhlášení cen se uskutečnilo ve středu 9. ledna 2013. Oceněni byli:

#### Industry Choice Awards
Nejlepší zdroj pro tvůrce stránek (Best Webmaster Resource)
Xbiz
Nejlepší tvůrce obsahu (Best Content Producer)
Lucas Entertainment
Nejlepší partnerský program (Best Affiliate Program)
Video Secrets
Nejlepší platební společnost (Best Billing Company)
Epoch
Nejlepší alternativní platební společnost (Best Alternative Billing Company)
Netbilling
Osobnost roku (Business Person of the Year)
Lisa Turner
Nejlepší webhostingová společnost (Best Hosting Company)
Webair Internet Development, Inc.
Nejlepší společnost poskytující rebrandingové služby (Best White Label)
Adult Webmaster Empire
Společnost roku (Company of the Year)
My Gay Cash

#### Surfers Choice Awards
Nejlepší mobilní stránky (Best Mobile Site)
Scruff
Men 4 Sex Now Mobile
Nejlepší pornografický blog (Best Porn Blog)
Queer Click
Nejlepší stránky se sexuálními produkty (Best Adult Novelties Site)
Fleshjack
Nejlepší video stránky (Best Video Site)
Men.com
Nejlepší amatérská webová kamera (Best Amateur Webcam)
Str8 Cam
Nejlepší etnické stránky (Best Ethnic-Themed Site)
It's Gonna Hurt
Nejlepší eskortní stránky (Best Escort Site)
Rentboy.com
Nejlepší evropské erotické stránky (Best European Themed Adult Site)
Menatplay
Nejlepší fetišistické stránky (Best Fetish Site)
Straight Boys Fucking
Naked Marine
Nejlepší neplacené stránky (Best Free Site)
Men On The Net
Nejlepší seznamka na sex (Best Hookup Site)
Manhunt
Nejlepší živá kamera (Best Live Cam)
Cam4
Nejlepší nové stránky (Best New Site)
Dylan Lucas
Nejlepší masážní stránky (Best Massage Site)
Massage M4M
Nejlepší osobnost (Best Personality)
Austin Wilde
Nejlepší pornohvězda (Best Porn Star)
Dean Monroe
Nejlepší stránky s videem na vyžádání (Best VOD Site)
Naked Sword
Film roku (Movie of the Year)
The Cage (Hotstuds / Helix Studios)
Nejlepší sexuální scéna (Best Sex Scene)
Project GoGo Boy: závěrečná epizoda, orgie při józe – Gabriel Clark, Max Ryder, Arnaud Chagall, Ben Rose, Bobby Long, Shawn Beliveau, Lukas Wild, Justin Lebeau, Jason Martin, Leo Lefonce, Etienne a Jo (Cocky Boys)
Nejlepší nováček (Best Newcomer)
Derek Parker

#### Special Award
Zeď slávy Cybersocket (Cybersocket Wall Of Fame Award Of Excellence)
Randy Whitley (z Randy Blue)
[ zpět nahoru ]

### 2014
Dne 9. září 2013 byly vyhlášeny nominace a odstartováno hlasování odborné i laické veřejnosti, jež probíhalo do 8. prosince téhož roku. Večer 22. ledna 2014 se pak uskutečnilo slavnostní vyhlášení oceněných v hollywoodském klubu Eleven. Oceněni byli:

#### Industry Choice Awards
Nejlepší zdroj pro tvůrce stránek (Best Webmaster Resource)
Association of Sites Advocating Child Protection
Nejlepší tvůrce obsahu (Best Content Producer)
Lucas Entertainment
Nejlepší partnerský program (Best Affiliate Program)
Next Door Buddy Profits
Nejlepší platební společnost (Best Billing Company)
CCBill
Nejlepší alternativní platební společnost (Best Alternative Billing Company)
Orbital Pay
Osobnost roku (Business Person of the Year)
Diane Duke – Free Speech Coalition
Nejlepší webhostingová společnost (Best Hosting Company)
MojoHost
Nejlepší nová společnost (Best New Company)
Twisted DNA 46 XY
Společnost roku (Company of the Year)
Video Secrets

#### Surfers Choice Awards
Nejlepší mobilní stránky (Best Mobile Site)
Men.com
Nejlepší recenzní pornografický web (Best Porn Review Site)
Give Me Gay Porn
Nejlepší prodejní stránky (Best Product/Retail Site)
FleshJack
Nejlepší video stránky (Best Video Site)
Broke Straight Boys
Nejlepší účinkující na videochatu (Best Webcam Performer)
bravodelta9 na Cam4
Nejlepší etnické stránky (Best Ethnic-Themed Site)
MachoFucker
Nejlepší eskortní stránky (Best Escort Site)
Rentboy.com
Nejlepší evropské stránky (Best European Site)
UK Naked Men
Nejlepší fetišistické stránky (Best Fetish Site)
Raw Fuck Club
Nejlepší žánrové stránky (Best Niche Site)
Out In Public
Nejlepší webová/mobilní seznamka na sex (Best Hookup Site/Mobile App)
Scruff
Nejlepší živá kamera (Best Live Cam Site)
Cam4
Nejlepší nové stránky (Best New Site)
SuperMen.com
Nejlepší masážní stránky (Best Massage Site)
ManWorks
Nejlepší osobnost (Best Personality)
Steve Peña
Nejlepší pornohvězda (Best Porn Star)
Johnny Rapid
Nejlepší stránky s videem na vyžádání (Best VOD Site)
Naked Sword
Film nebo webová série roku (Movie or Web Series of the Year)
Helix Academy od Helix Studios
Nejlepší sexuální scéna (Best Sex Scene)
An American in Prague: The Remake (Bel Ami Studios)
Nejlepší nováček (Best New Porn Star)
Levi Karter

#### Special Award
Zeď slávy Cybersocket (Cybersocket Wall Of Fame Award Of Excellence)
Tim Valenti – Naked Sword
[ zpět nahoru ]

### 2015
Dne 9. října 2014 byly vyhlášeny nominace a odstartováno hlasování odborné i laické veřejnosti, jež probíhalo online až do 5. prosince téhož roku. Večer 13. ledna 2015 se v nočním klubu Penthouse v Západním Hollywoodu uskutečnilo slavnostní vyhlášení vítězů. Nominováni a oceněni byli:

#### Industry Choice Awards
Nejlepší zdroj pro tvůrce stránek (Best Webmaster Resource)
XBIZ
Nominace: Adamo Advertising, Affil4You, ASACP, AVN, Cyber Stampede, Free Speech Coalition, Fubar Webmasters, Gay Wide Webmasters, GayDemon.Biz, GFY, JRL Charts Online, Mobidea, Reporo, Women In Adult, XBIZ, YNOT
Nejlepší tvůrce obsahu (Best Content Producer)
Cocky Boys
Nominace: Active Duty, All Australian Boys, AlphaMales, Alternadudes, Badpuppy, Bait Buddies, Bear Films, Bel Ami Online, Blake Mason, Broke Straight Boys, Cazzo Club, Channel 1 Releasing, Chaos Men, Citiboyz, Cocksure Men, Cocky Boys, COLT Studio Group, Corbin Fisher, Dallas Reeves, Dirty Boy Video, Dirty Tony, Dominic Ford, Eurocreme, Factory Video Productions, Falcon Studios Group, FlavaWorks, Fresh SX, HDK Central, Helix Studios, Hot House, Icon Male, Jet Set Men, Kristen Bjorn, Lucas Entertainment, Lucas Kazan Productions, Manville Entertainment, Men.com, Menatplay, Naked Sword, Next Door World, Phoenixxx, Pride Studios, Raging Stallion Studios, Randy Blue, SDBoy, Sean Cody, Stag Homme, Suburban Boys, Tim Tales, Treasure Island Media, William Higgins, You Love Jack
Nejlepší partnerský program (Best Affiliate Program)
Sobe Cash
Nominace: AEBN, AWE, Bel Ami Cash, Big Bling, Blue Loot, Boy Crush Cash, Buddy Profits, Celebrity Cash, Chaos Men, Corbin Fisher, Curious Cash, Dirty Boy Pays, Dirty Ducats, Flamingo Bucks, Gunz Blazing, Haze Cash, Helix Cash, ImLive / PussyCash, Indie Bucks, Intense Cash, Kinky Dollars, Lucas Kazan, Lucas Pays, Men Network Cash, Movie Dollars, Mr. Skin Cash, My Gay Cash, NakedSword Cash, Pinstripe Cash, Puppy Cash, Sean Cody, Sobe Cash, TimRev, Video Secrets, XXX Rewards, You Love Jack Cash, Zbuckz
Nejlepší platební společnost (Best Billing Company)
CCBill
Nominace: CCBill, CommerceGate, Epoch, GTBill, Trust Charge, Verotel
Nejlepší alternativní platební společnost (Best Alternative Billing Company)
SegPay
Nominace: Global Access, Global Billing Solutions, Humboldt Merchant Services, iProcessing, iTelebill, Mobius Payments, NETbilling, Orbital Pay, Paxum, Pay 4, Payoneer, Payze, RocketGate, SegPay, Signature Card Services, Virtual XS, Web Billing, WTS
Osobnost roku (Business Person of the Year)
Karen Campbell z Orbital Pay
Nominace: Anne Hodder, Bianca Lessard, Chad Belville, Chris Ward, Diane Duke, Gary Jackson, Jake Jaxson, Jeff Dillion, Karen Campbell, Keith Miller, Michael Lucas, mr. Pam, Robyn Way, Roger McMan, Steven Chinnery, Tim Valenti
Nejlepší webhostingová společnost (Best Hosting Company)
MojoHost
Nominace: Cavecreek Hosting, Choopa, EUHost, Great Atlantic Media Group, LeaseWeb, MojoHost, Naked Hosting, NationalNet, Red Apple Media, Webair
Nejlepší nová společnost (Best New Company)
Dallas Reeves
Nominace: Dallas Reeves, Ducati Porn, Free Web Cams Gay, Gay Ad Shop, Gay.Sex.com, Hunk Privates, Hustlaball Las Vegas, Icon Male, Payze, Spit Shine, Suburban Boys, TIM Gear, XCams
Společnost roku (Company of the Year)
Cocky Boys
Nominace: Badpuppy, Bel Ami, CAM4, CCBill, Cocky Boys, Epoch, Eurocreme Group, Falcon Studios Group, Free Speech Coalition, Helix Studios, ImLive, Kink Studios, Lucas Entertainment, Men.com, My Gay Cash, NakedSword, Next Door Entertainment, Video Secrets

#### Surfers Choice Awards
Nejlepší mobilní stránky (Best Mobile Content Site)
Falcon Studios
Nominace: Badoink Gay, Bait Bus, Cazzo Club, Cocky Boys, COLT Studio Group, Corbin Fisher, Falcon Studios, Hairy And Raw, Helix Studios, Hot House, Juicy Boys, Kristen Bjorn, Lucas Entertainment, Lucas Kazan, Men.com, Naked Sword, Next Door World, Phoenixxx, Sean Cody, Straight Rent Boys, Supermen, You Love Jack
Nejlepší recenzní pornografický web (Best Porn Review Site)
Manhunt Daily
Nominace: Banana Guide, Chronicles of Pornia, Dewayne In SD, Diesel Washington XXX, Gay Demon, Gay Porn Blog, Gay Porn Fanatic, Gay Porn Times, Give Me Gay Porn, Jack Manly, Just Us Boys, Manhunt Daily, Men On The Net, Nick Young XXX, Night Charm, Queer Click, Queer Me Now, Queer Pig, Rabbits Reviews, Sammmy Butler Live, smutjunkies, Starrfucker, Str8 Up Gay Porn, The Best Porn, The Gay Republic, The Sword, WeHo Confidential, Wicked Gay Blog, You Love Gay Porn
Nejlepší prodejní stránky (Best Product/Retail Site)
Oxballs
Nominace: 665 Leather, Aneros, Boys Inc., Buy BelAmi, Chi Chi LaRue's, COLT Studio Store, Eros Lube, Eurocreme Store, Falcon Studios Store, Fleshjack, Fort Troff, Gay Unlimited, Helix Store, Hustler Hollywood, Hydromax Bathmate, JW Collection, Madison Leathersmith, My Hardwear, Oxballs, Perfect Fit Brand, Private Toy Box, Sold Out Clothing, Spit Shine, Sportsheets, Spunk Lube, Stockroom, Stud Mall, Swiss Navy, TIM Gear, TLA Gay, Twisted DNA 46XY
Nejlepší video stránky (Best Video Site)
Cocky Boys
Nominace: Active Duty, All Australian Boys, AlphaMales, Alternadudes, Badpuppy, Bait Buddies, Bear Films, Bel Ami Online, Blake Mason, Broke Straight Boys, Cazzo Club, Channel 1 Releasing, Chaos Men, Citiboyz, Cocksure Men, Cocky Boys, COLT Studio Group, Corbin Fisher, Dallas Reeves, Dirty Boy Video, Dirty Tony, Dominic Ford, Eurocreme, Factory Video Productions, Falcon Studios Group, FlavaWorks, Fresh SX, HDK Central, Helix Studios, Hot House, Icon Male, Jet Set Men, Kristen Bjorn, Lucas Entertainment, Lucas Kazan Productions, Manville Entertainment, Men.com, Menatplay, Naked Sword, Next Door World, Phoenixxx, Pride Studios, Raging Stallion Studios, Randy Blue, SDBoy, Sean Cody, Stag Homme, Suburban Boys, Tim Tales, Treasure Island Media, William Higgins, You Love Jack
Nejlepší účinkující na videochatu (Best Webcam Performer)
Adam Killian
Nominace: 1YummyCock, Acrobatsda, Adam Champ - Colt, Adam Killian, Austin Wolf, BlakeDias, BravoDelta9, Brock Cooper, Bryan Cole, BumpAndGrind, College Jock 22, Damian Cruz, Dmitry Dickov, Dwayne Johnson, Fratmen Benji, Fratmen Maddox, Fratmen Sterling, Fresh Buddy, GRANJACK, Greg Jameson, HADESS, HotJack69, IrishEyesSmile, IZZI, JaydenThunder, Jayzee7, Jordan Levine, Kurtis Wolfe, Lokiju06, Matt Daweson, Matt Kayd, Max Hughes, MuscularGuyXXX, ORAULY1, Pedro Andreas, Stefano, TeenMuscless, Two Hot Guys 69, WorshipCock, xStripperMan4ux, Zane Porter
Nejlepší etnické stránky (Best Ethnic-Themed Site)
Miami Boyz
Nominace: Bang Bang Boys, Bi Latin Men, Black Breeders, Black N Hung, Its Gonna Hurt, Japan Boyz, Machofucker, Miami Boyz, Mix It Up Boy, Next Door Ebony, Papi, Peter Fever, Raw Swagga, Red Hot Latinos, Thug Hunter, Young Latino Studz
Nejlepší eskortní stránky (Best Escort Site)
Rentboy.com
Nominace: Boys 4 U, BoyToy, Escupido, Gay Escort Club, GPScort, HourBoy, Men 4 Rent Now, PlanetRomeo, Rentboy.com, RentMen, The Male Nude
Nejlepší evropské stránky (Best European Site)
Bel Ami Online
Nominace: Bel Ami Online, Blake Mason, Cazzo Club, English Lads, Eurocreme, Fresh SX, Hard Brit Lads, Jalif Studio, Kristen Bjorn, Lukas Kazan, Men Of Uk, Menatplay, Stag Homme, Staxus, UK Hot Jocks, UK Naked Men, William Higgins
Nejlepší fetišistické stránky (Best Hardcore/Fetish Site)
KinkMen.com
Nominace: Alternadudes, Back Room Fuckers, BateWorld, Bound Jocks, Boy Fetish, Boynapped, Boys Smoking, Boys-Pissing, Breed Me Raw, Bulldog Pit, Butt Machine Boys, Cazzo Film, Club Inferno Dungeon, Cum Pig Men, Daddy Raunch, Dick Wadd, Dream Boy Bondage, Extreme Boyz, Fetish Force, Hot Desert Knights, Iron Lockup, Kink Video, KinkMen.com, Lucas Raunch, Raw Breeders, Raw Fuck Club, Scary Fuckers, Spank This, Stud Fist, TreasureIslandMedia.com
Nejlepší žánrové stránky (Best Niche Site)
Mr. Man
Nominace: Alternadudes, Bang Me Sugar Daddy, BateWorld, Bear Films, Citiboyz, Daddy Raunch, Dads Fuck Lads, Damn That's Big, Ducati Porn, Fantastic Foreskin, FootWoody, Hard Heroes, Island Studs, Maskurbate, Men Over 30, Mormon Boyz, Mr. Man, Older 4 Me, Out In Public, Rub Him, Stocky Dudes, Straight Boys Fucking, Suburban Boys
Nejlepší webová/mobilní seznamka na sex (Best Hookup Site/Mobile App)
Growlr
Nominace: Adam4Adam, Bareback RT, Bros 4 Bros, Cum Hunt, Grindr, Growlr, Jack'd, Manhunt, Manplay, Men 4 Sex Now, Mister, Recon, Scruff, Squirt
Nejlepší živá kamera (Best Live Cam Site)
Flirt 4 Free
Nominace: Bel Ami Chat, CAM4, Camera Boys, Chaturbate, COLT Live, Cupido Cam, Flirt 4 Free, Fratpad, Free Web Cams Gay, Gay Web Cams, iFriends, Live Muscle Show, Randy Blue Live, Real Live Guys, Streamen, Supermen, XCams
Nejlepší nové stránky (Best New Site)
Gay Hoopla
Nominace: Euro Boy XXX, Gay Hoopla, Gay Pawn, Gods of Men, Jet Set On Demand, Joe Schmoe Videos, Male Reality, Menoboy, Mr. Man, Sketchy Sex, Thick and Big, UK Hot Jocks, Wank This
Nejlepší masážní stránky (Best Massage Site)
Men 4 Rent Now
Nominace: Gay Massage Now, Manworks, Massage M4M, Masseur Finder, Men 4 Rent Now, Men Bodyworkers, Rent Masseur, RentMen, US Gay Massage
Nejlepší osobnost (Best Personality)
Sister Roma
Nominace: Buck Angel, Chi Chi LaRue, Chris Crocker, Christian Owen, Diesel Washington, Dominic Pacifico, FabScout Howard, Jeremy Lucido, Johnny Hazzard, Jonathan Agassi, Marc Macnamara, Michael Brandon, Michael Lucas, mr. Pam, Scotty B, Sister Roma, Steve Peña, Topher Dimaggio, Zach Sire
Nejlepší pornohvězda (Best Porn Star)
Jimmy Durano
Nominace: Adam Killian, Adam Russo, Andrew Stark, Antonio Biaggi, Billy Santoro, Boomer Banks, Brad Kalvo, Brent Everett, Casey Williams, Chase Young, Christian Wilde, Colby Jansen, Damien Crosse, Dean Monroe, Evan Parker, Hans Berlin, Jake Bass, Jimmy Durano, Joey (SeanCody), Johnny Rapid, Jordano Santoro, JR Bronson, Kevin Warhol, Kirk Cummings, Kris Evans, Landon Conrad, Leo Forte, Levi Karter, Levi Michaels, Marco Rubi, Marco Sessions, Max Cameron, Max Carter, Max Ryder, Michael Lucas, Nick Capra, Paul Wagner, Race Cooper, Ryan Rose, Seth Fornea, Tomas Brand, Trenton Ducati, Tristan Mathews
Nejlepší stránky s videem na vyžádání (Best VOD Site)
Juicy Boys
Nominace: AEBN, Badpuppy's Dog Gone Video, C1R on Demand, Dark Alley, Deliver Male, Falcon Video On Demand, FlavaWorks On Demand, Gamelink, Gay Hot Movies, Homoactive TV, Juicy Boys, Kink On Demand, Kristen Bjorn, Lucas On Demand, Male Media, MaleFlixx.tv, Movie Mountain, NakedSword VOD, Stockroom Video On Demand, TLA Gay VOD, Video Box Men
Film nebo webová série roku (Movie or Web Series of the Year)
Jake Jaxson's Answered Prayers (Cocky Boys)
Nominace: Bareback Sex Fest (Lucas Entertainment), Battle Of The Bulge (Active Duty), Breeding Marcus Issacs (Treasure Island Media), Choir Boy (Eurocreme), Frat House Cream (Naked Sword), Fucking Builders After Hours Series (Blake Mason), Jake Jaxson's Answered Prayers (Cocky Boys), Marc Angelo: Pure Power (Bear Films), Meat Packers 2 (Raging Stallion), Pits And Pubes (Alternadudes), Pure Chaos (Chaos Men), Sentenced (Channel 1 Releasing), Stepfather's Secret (Men.com), Strangers In Prague (Kristen Bjorn), Toy Stories (UK Hot Jocks), Velo (8Teen Boy / Helix Studios), Welcome to L.A (Randy Blue)
Nejlepší sexuální scéna (Best Sex Scene)
Andy Taylor a Liam Riley v Sex en Rouge (Helix Studios)
Nominace: 13členný gangbang v Breeding Marcus Isaacs (Treasure Island Media); 24 Boys Orgy (Bel Ami Online); Tomas Brand, Fernando Torres a další v 3. scéně BBParty @ My Place (Lucas Entertainment); Bob Hager a Damien Stone v 3. scéně Beef N' Briefs (COLT Studios), Kai a Kayden v 1. scéně Bellboy (Eurocreme), Brandon & Tanner Bareback (Sean Cody), Cruz & Niko Fuck (Active Duty), Hunter Page, Conner Maguire a Ray Han v Frat House Cream, Ep. 2 (Naked Sword Originals), Boomer Banks a Ray Han v 4. scéně Hung Americans 2 (Falcon Studios), Jake Bass a Ricky Roman v Jake Jaxson's Answered Prayers 1: The Banker (Cocky Boys), Luke Adams a Paul Wagner v Last Call 3 (Men.com), Marc Angelo's Gangbang Fantasy (Bear Films), James Castle a John Rodriguez v 1. scéně On The Prowl (Kristen Bjorn), Trenton Ducati a Mike DeMarko v 2. scéně Sentenced (C1R), Andy Taylor a Liam Riley v Sex en Rouge (Helix Studios), Dirk Caber, Johnny Rapid, Trevor Spade a Scott Harbor v Stepfather's Secret 4 (Men.com), Adam Russo a Brody Wilde v 3. scéně The Green Lantern is Gay! A XXX Parody (Manville Entertainment), Goran a Manuel Lopez v The Math Tutor (Staghomme), Darius Ferdynand a Jonny Kingdom v Toy Stories, Ep. 2 (UK Hot Jocks), Zane Porter a Chris Rockway v Welcome to L.A., Ep. 5 (Randy Blue), James Darling a Jace v Young Stud Fucks Skater With Pussy (Alternadudes)
Nejlepší nováček (Best New Porn Star)
Tayte Hansen
Nominace: Abraham Al Malek, Brent Alex, Brian Davilla, Cam Christou, Colton Grey, Corbin Riley, Dato Foland, David Benjamin, David Lambert, Dennis Vega, Hans Wunderkind, Jack Radley, James Castle, Jason Phoenix, Liam Riley, Luke Adams, Lyle Boyce, Marc Ruffalo, Mark Sanz, Markie More, Rex Blue, Rhys Jagger, Rocco Steele, Shiloh, Tayte Hansen

#### Special Award
Zeď slávy Cybersocket (Cybersocket Wall Of Fame Award Of Excellence)
Michael Lucas - Lucas Entertainment
[ zpět nahoru ]

### 2016
Dne 8. října 2015 byly vyhlášeny nominace a odstartováno hlasování odborné i laické veřejnosti, které probíhalo online až do 5. prosince téhož roku. Večer 12. ledna 2016 se opět v nočním klubu Penthouse v Západním Hollywoodu uskutečnilo slavnostní vyhlášení vítězů. Nominováni a oceněni byli:

#### Industry Choice Awards
Nejlepší zdroj pro tvůrce stránek (Best Webmaster Resource)
CCBill
Nominace: ASACP, AVN, CCBill, Free Speech Coalition, FUBAR Webmasters, Gay Demon, Gay Wide Webmasters, GFY, JRL Charts Online, Model Centro, Reporo, Women In Adult, XBIZ, YNOT
Nejlepší tvůrce obsahu (Best Content Producer)
Helix Studios
Nominace: All Australian Boys, Badpuppy, Bear Films, Bel Ami Online, Broke Straight Boys, Bulldog Pit, Cazzo Club, Channel 1 Releasing, Citiboyz, Cocksure Men, Cocky Boys, Colt Studio Group, Corbin Fisher, Dallas Reeves, Dark Alley Media, Dirty Boy Video, Dirty Tony, Dominic Ford, Eurocreme, Factory Video Productions, Falcon Studios Group, FlavaWorks, FraternityX, Fresh SX, Gay Hoopla, Helix Studios, Hot Desert Knights, Jet Set Men, Kristen Bjorn, Lucas Entertainment, Lucas Kazan Productions, Maverick Men, Men.com, Menatplay, Naked Sword, Next Door Studios, Phoenixxx, Playgirl, Randy Blue, SDBoy, Sean Cody, Sketchy Sex, Stag Homme, Tim Tales, Titan Men, Treasure Island Media, William Higgins, You Love Jack
Nejlepší partnerský program (Best Affiliate Program)
Flirt4Free
Nominace: AEBN, AWE, BelAmi Cash, Big Bling, Blue Loot, Boy Crush Cash, Boyprofits, BuddyProfits, C1R, CamsPower, Chaos Men, Colt Cash, Corbin Pays, Dirty Boy Pays, Dirty Ducats, Flirt4Free Affiliates, GunzBlazing, Haze Cash, Helix Cash, Homoactive Cash, Indie Bucks, Intense Cash, Kinky Dollars, Lucas Kazan, Lucas Pays, MaleRevenue, Men Network Cash, Model Centro, Movie Dollars, Mr. Skin, NakedSwordCash, Pinstripe Cash, Playgirl Gold, Puppy Cash, Pussy Cash, Relentless Rewards, Sobe Cash, TIMRev, TitanMen Cash, Woof Cash, XXX Rewards, You Love Jack Cash, zBUCKz
Nejlepší platební společnost (Best Billing Company)
Epoch
Nominace: CCBill, CommerceGate, Epoch, GTBill, SegPay, TrustCharge, Verotel
Nejlepší alternativní platební společnost (Best Alternative Billing Company)
NetBilling
Nominace: 2000 Charge, Credorax, Global Acces, Global Billing Solutions, Humboldt Merchant Services, iProcessing, iTelebill, Mobius Payments, NETbilling, Orbital Pay, Paxum, Pay 4, Payoneer, Pride Card Services, Rocket Gate, Vendo, Virtual XS, Web Billing
Osobnost roku (Business Person of the Year)
Jake Jaxson (Cocky Boys)
Nominace: Andrew Christian, Antonio Biaggi, Chris Ward, Daniel Nardicio, Davyd Dixon, Douglas Richter, Erik Schut, Gary Jackson, George Duroy, Jake Jaxson, Jay Kopita, Karen Tynan, Keith Miller, Kristen Bjorn, Michael Lucas, Robyn Way, Roger McMan, Sister Roma, Tim Valenti, Toby J. Morris, Tony Rios, Trenton Ducati, Zachary Sire
Nejlepší webhostingová společnost (Best Hosting Company)
Mojo Host
Nominace: Cavecreek Hosting, Choopa, EUHost, Gammae, Great Atlantic Media Group, LeaseWeb, MojoHost, Naked Hosting, NationalNet, Red Apple Media, Webair
Nejlepší nová společnost (Best New Company)
Lüb Lube
Nominace: Buff Boyzz TV, Live Cam Awards, Pure Casting
Společnost roku (Company of the Year)
Flirt4Free
Nominace: Bel Ami Online, Biaggi Videos, CCBill, Cocky Boys, Colt Studio Group, Epoch, Falcon Studios Group, Flirt4Free, Free Speech Coalition, Helix Studios, ImLive, Kink.com, Lucas Entertainment, Mania Media, Naked Sword, Next Door Entertainment, Porn Guardian, Randy Blue, Str8 Up Gay Porn, TLA Video, YNOT

#### Surfers Choice Awards
Nejlepší mobilní stránky (Best Mobile Content Site)
Men.com
Nominace: Badoink Gay, BaitBus Mobile, Cazzo Club, Chaos Men, CockyBoys, COLT Studio Group, Falcon Studios, Gay Porn Mega Sites, Gayroom.com, Hairy and Raw, Helix Studios, Hot House, Jason Sparks Live, Juicy Boys, Kristen Bjorn, Lucas Entertainment, Lucas Kazan, Men Of Pegasus, Men.com, NakedSword Mobile, NextDoorBuddies, Phoenixxx, Playgirl, Randy Blue, Straight Rent Boys, Supermen.com, You Love Jack
Nejlepší recenzní pornografický web (Best Porn Review Site)
Str8 Up Gay Porn
Nominace: All The Porn That's Fit To Fuck, Banana Guide, Chronicles of Pornia Blog, Dewayne in SD, Frisky Fans, Gay Demon, Gay Fleshbot, Gay Porn Blog, Gay Porn Fanatic, Gay Porn Times, Give Me Gay Porn, Jack Manly, Jesse Jackman, Just Us Boys, Manhunt Daily, Matt Steven’s Muscle, Men On The Net, Mr Gay, Nick Young XXX, Night Charm, Queer Me Now, Queer Pig, QueerClick, Rabbits Reviews, Randy Blue, smutjunkies, Starrfucker, Str8 Up Gay Porn, The Best Porn, The Gay Republic, The Sword, WeHo Confidential, Wicked Gay Blog
Nejlepší prodejní stránky (Best Product/Retail Site)
Andrew Christian
Nominace: 46XY Home, 665 Leather, Andrew Christian, Aneros, BeAMonstar, Boys INC, BuyBelAmi, Chi Chi LaRue's, COLT Studio Store, Eros Lube, Eurocreme Store, Falcon Studios Group Store, Fleshjack, Fort Troff, Helix Store, Hustler Hollywood, Hydromax Bathmate, Mr. S Leather, My Hardwear, Oxballs, Perfect Fit Brand, Private Toy Box, PUMP! Underwear, Rad Video, SOLD OUT Clothing, Sportsheets, SPUNK Lube, Stockroom, Stud Mall, Swiss Navy, TLA Gay
Nejlepší video stránky (Best Video Site)
Bel Ami Online
Nominace: All Australian Boys, Alternadudes, Badpuppy, Bear Films, Bel Ami Online, Biaggi Videos, Broke Straight Boys, C1R, Cazzo Club, Chaos Men, Citiboyz, Cocksure Men, Cocky Boys, COLT Studio Group, Corbin Fisher, Dallas Reeves, Dirty Boy Video, Dirty Tony, Dominic Ford, Eurocreme, Factory Video Productions, Falcon Studios, FlavaWorks, FraternityX, French Twinks, Fresh SX, Gay Hoopla, Gayroom.com, Helix Studios, Hot Desert Knights, Hot House, Icon Male, Jason Sparks Live, Jet Set Men, Juicy Boys, Kristen Bjorn, Lucas Entertainment, Lucas Kazan, Maverick Men, Men.com, Naked Sword, Next Door Studios, Phoenixxx, Playgirl, Raging Stallion, Randy Blue, Raw Fuck Club, Rub Him, SDBoy, Sean Cody, Sketchy Sex, Stag Homme, Staxus, Tim Tales, TIMFuck, TitanMen
Nejlepší účinkující na videochatu (Best Webcam Performer)
Pierre Fitch
Nominace: Adam Killian, Alex Grande, Alpha-Male, Atticus Fox, AxelHorny, Brady Bennett, BravoDelta9, CaseySt33l, Cody Savage, Cowboycamoffish, DeluxBoy, Dmitry Dickov, EnriqueHott, eroticmusclexxl, European Gay, Hadess, Hugh Hunter, Izzi, Jaden Storm, Jake Orion, Jamie Blyton, Johnny V Muscle, Kenott, Kevin Warhol, Killian James, King Brandon, Mach0Man4YOU, Markus Borgoff, MarkusAngel, Max Hughes, msterxxl, Pierre Fitch, Ramon, Ricky Washington, Sean Zevran, Stefano, Tayte Hanson, UcaughtAleX
Nejlepší etnické stránky (Best Ethnic-Themed Site)
Latin Boyz
Nominace: Asian Boy Nation, Asian Boys XXX, Bi Latin Men, Black Breeders, Black N Hung, Boys Destroyed, Cute Fox 19, Dawg Pound USA, FlavaWorks, Gay Asian Network, It's Gonna Hurt, Latin Boyz, Machofucker, Miami Boyz, Mix It Up Boy, Next Door Ebony, Papi, Peter Fever, Raw Strokes, Red Hot Latinos, Thug Porn, Thug Seduction, Young Latino Studz
Nejlepší eskortní stránky (Best Escort Site)
Rent Men
Nominace: Boys4u, Boytoy, esCupido, Gay Escort Club, GPScort, HourBoy, Men4RentNow, PlanetRomeo, Rent Hot Angels, RentMen
Nejlepší evropské stránky (Best European Site)
Tim Tales
Nominace: BelAmi Online, Blake Mason, Cazzo Club, English Lads, Eurocreme, French Twinks, Fresh SX, Hard Brit Lads, Jalif Studio, Kristen Bjorn, Lukas Kazan, Men of UK, Menatplay, Stag Homme, Staxus, Tim Tales, UK Hot Jocks, UK Naked Men
Nejlepší fetišistické stránky (Best Hardcore/Fetish Site)
Kink Men
Nominace: Alternadudes, Angry Young Man, Backroom Fuckers, Bound Jocks, Boynapped, Boys-Pissing, Boys-Smoking, Breed Me Raw, Bulldog Pit, Butt Machine Boys, Club Inferno Dungeon, Cum Pig Men, Daddy Raunch, Dick Wadd, Dream Boy Bondage, Extreme Boyz, Fetish Force, Fetish Galaxy, Gentlemen's Closet, Hot Desert Knights, Iron Lockup, Kink Men, Lucas Raunch, Men On Edge, Raw Breeders, Raw Fuck Club, Scary Fuckers, Spank This, StudFist, TIMFuck
Nejlepší žánrové stránky (Best Niche Site)
Str8 to Gay
Nominace: Alternadudes, Bang Me Sugar Daddy, BateWorld, Bear Films, Boys Halfway House, Citiboyz, ClubAmateurUSA, Cum Pig Men, Daddy Raunch, Dads Fuck Lads, Damn That's Big, Dick Dorm, Fantastic Foreskin, FootWoody, French Twinks, Gay Violations, Gentlemen's Closet, Hard Heroes, Iron Lockup, Island Studs, Maskurbate, Men Over 30, Menatplay, Mormon Boyz, Mr. Man, Older4Me, Out In Public, Raw Nasty Fuckers, Rub Him, Stocky Dudes, Str8 To Gay, Straight Boys Fucking, Straight Rent Boys, Suburban Boys, Thug Seduction
Nejlepší webová/mobilní seznamka na sex (Best Hookup Site/Mobile App)
Grindr
Nominace: Adam4Adam, BarebackRT, CumHunt, Daddyhunt, Gaydar, GCruise, Grindr, GROWLr, GuySpy, Hornet, Jack'd, Manhunt, Manplay, Men Nation, Men4SexNow, MR X, PlanetRomeo, PLAYGIRL Playr, Recon, SCRUFF, Squirt, Waterboys
Nejlepší živá kamera (Best Live Cam Site)
Cam4
Nominace: Bel Ami Live, Cam4, Camera Boys, Chaturbate, Cocky Boys Live, COLT Live, Falcon Live, Flirt4Free, FRATMEN, Free Web Cams Gay, Gay Webcams, Hunk Privates, iFriends, Jock Men Live, Live Muscle Show, Lucas Cams, Naked Sword Live, PLAYGIRL Live Cams, Raging Live, Randy Blue, Real Live Guys, Streamen, Supermen.com
Nejlepší nové stránky (Best New Site)
Icon Male
Nominace: AF Jocks, Asian Boys, Boys Halfway House, Buff Boyzz TV, Cock Studios, Deviant Otter, French Twinks, Fucker Mate, Gay Videos Network, Hunk Privates, Icon Male, Jake Orion, Jock Men Live, Matt Stevens Muscle, Men Of Pegasus, Men POV, Mr Gay, RentBoys Desire, Speedo Lads, Tabloid Men, Tristan Mathews, Victor Cody XXX
Nejlepší masážní stránky (Best Massage Site)
Men 4 Rent Now
Nominace: Gay Massage Now, GayRoom, Massage M4M, MassageExchange.com, Masseur Finder, Men4RentNow, Rent Masseur, USGayMassage
Nejlepší osobnost (Best Personality)
Colby Keller
Nominace: Austin Wilde, Bianca Del Rio, Buck Angel, Chi Chi LaRue, Christian Owen, Colby Keller, Doug Richardson, Erik Schut, FabScout Howard, Hans Berlin, Jeremy Lucido, Jesse Jackman, Marc MacNamara, Michael Lucas, mr Pam, Nick Capra, Pablo Hernandez, Sister Roma, Steve Peña, Topher DiMaggio, Trenton Ducati, Trevor Knight, Zachary Sire
Nejlepší pornohvězda (Best Porn Star)
Antonio Biaggi
Nominace: Adam Killian, Adam Ramzi, Adam Russo, Andrew Fitch, Antonio Biaggi, Asa Shaw, Austin Wilde, Austin Wolfe, Billy Santoro, Boomer Banks, Brandon Wilde, Brent Corrigan, Brent Everett, Chase Young, Colby Keller, Colton Grey, Curtis at SeanCody.com, Dallas Reeves, Derek Parker, Dirk Caber, Dolf Dietrich, Dominic Pacifico, Drew Sebastian, Dustin Tyler, Evan Parker, Hunter Vance, Jaro Stone, Jesse Jackman, Jimmy Durano, Johnny Rapid, JR Bronson, Kevin Warhol, Kirk Cummings, Kris Evans, Landon Conrad, Levi Karter, Liam Riley, Malachi Marx, Marc Angelo, Markie More, Matt Stevens, Michael Lucas, Nick Capra, Paddy O'Brian, Peter Le, Pierre Fitch, Ray Dalton, Rikk York, Rocco Steele, Ryan Rose, Sean Zevran, Sebastian Kross, Tayte Hanson, Theo Ford, Tim Kruger, Tommy Deluca, Trenton Ducati, Trevor Knight, Ty Roderick, Wolf Hudson, Zander Craze
Nejlepší stránky s videem na vyžádání (Best VOD Site)
Naked Sword
Nominace: AEBN, C1R, COLT Studio Group, Dark Alley, Falcon Video On Demand, FlavaWorks, GameLink, GayHotMovies, Homoactive.TV, Kink On Demand, Kristen Bjorn, Lucas On Demand, Male Flixxx, Movie Mountain, NakedSword, Stockroom Video On Demand, TLA Gay VOD, VideoBoxMEN
Film nebo webová série roku (Movie or Web Series of the Year)
Meeting Liam (Cocky Boys)
Nominace: A Wicked Game (Naked Sword Originals), Bad Cop (Titan Men), Bear Infantry (Bear Films), Beef N' Briefs (Colt Studio Group), Daddy Issues (C1R), Fine Tuned Ass (Hot House), Forgive Me Father 2 (Icon Male), Fucking Kris (Bel Ami Online), Gay of Thrones 2 (Men.com), Gender Benders 2 (FTM Nameless Trans People), Guard Patrol (Monster Bang), Horny School Boys (Helix Studios), I Dream of Twinky: A Magical XXX Fantasy (Manville Entertainment), Johnny Goes Bareback (Juicy Boys), Less Than 20 Feet Away (Randy Blue), Meeting Liam (Cocky Boys), Naughty Pines 2 (Falcon Studios), Raw Threeway (Lucas Entertainment), Redneck Weekend (Biaggi Videos), Sidewinder (Raging Stallion), The Asiancy (Peter Fever), Twinks Destroyed (Bareback Monster Cocks)
Nejlepší sexuální scéna (Best Sex Scene)
Two Americans For a Frenchie (French Twinks & Helix Studios)
Nominace: Aarin Asker a Derek Parker v Amazeballs (Cocksure Men); Gage Bentley, Dillon Anderson a Tanner Bradley v Bareback in Augusta (Jason Sparks Live); Max Carter a Liam Riley v Body Language (Helix Studios); Curtis a Randy v Curtis & Randy: Bareback (Sean Cody); Austin Wilde a Dominic Santos v Dominic Santos Gets Barebacked By Special Guest Star Austin Wilde (Randy Blue); Mitch Vaughn, Brian Bonds, David Benjamin a Rocco Steele v Guard Patrol Gang Bang (Monster Bang); Darius Ferdynand a Ryan Rose v Gutter Punks (Hot House); Jed Athens a Armond Rizzo v Jed and Armond (Raw Fuck Club); Johnny Rapid, Dennis West a Jake Wilder v Johnny Goes Bareback Pt. 4 (Juicy Boys); Adam Herst a Travis Stevens v My New Stepdad is a Pervert Pt. 1 (Men.com); Rikk York a Antonio Biaggi v Redneck Weekend Jeep (Biaggi Videos); Leo Alexander a Zander Craze v Bareback Cum Swappers (Lucas Entertainment); Dirk Caber a Dallas Steele v Blue Coller Ballers (Titan Men); Trenton Ducati a Jason Phoenix v Daddy Chasers (Catalina Studios); Rocco Steele a Casey Everett v Daddy Issues (C1R); Nick Capra a Connor Maguire v His Daughters Boyfriend (Icon Male); Hoyt Kogan a Claude Sorel v Issue #27 (Kinky Angels); Levi Karter a Liam Riley v Meeting Liam (Cocky Boys); Sean Zevran a Topher DiMaggio v Naughty Pines 2 (Falcon Studios); Sean Zevran a Sebastian Kross v Sidewinder (Raging Stallion); Chase Young a Fabio Stallone v Twinky & the Bear: A Beary Gay XXX Tale (Manville Entertainment); Billy Santoro, Dylan Knight a Brandon Wilde v So You Think You Can Fuck Season 5, Round 2 (Dominic Ford); Drew Sebastian a Jacob Lee v Stick It, Fuck It, Breed It, Leave It (Treasure Island Media); Kayden Gray a Alexis Belfort v Taking Advantage (UK Hot Jocks); Israel Oka a Kit Coda v Tatted Alterna-Cubs Suck Cock in the Woods (Alternadudes); Derrick Dime a Abel Archer v The Wedding Planner (Next Door Studios); Camille Kenzo, Casey Tanner a Blake Mitchell v Two Americans for a Frenchie (French-Twinks & Helix Studios)
Nejlepší nováček (Best New Porn Star)
Sebastian Kross
Nominace: Aarin Asker, Alex Mecum, Austin Keyes, Brendan Patrick, Camille Kenzo, Damon Heart, Dustin Gold, Emir Boscatto, Eric Nero, Jacob Ladder, Jacob Peterson, Kyle Kash, Massimo Piano, Noah Matous, Rhys Jagger, Sebastian Kross, Tyler Hill

#### Special Awards
Zeď slávy Cybersocket (Cybersocket Wall Of Fame Award Of Excellence)
Trenton Ducati
Inovativní stránka roku (Innovative Site of the Year)
SuperMen.com
[ zpět nahoru ]

### 2017
V říjnu 2016 byly vyhlášeny nominace a odstartováno hlasování odborné i laické veřejnosti, jehož ukončení bylo ohlášeno na 1. prosince téhož roku. V nabídce kategorií, v nichž mohli laikové vybírat, přibyly dvě nové: nejlepší pornografická parodie či satira a nejlepší stránky o mužských celebritách. Vyhlášení výsledků 17. ročníku pak bylo naplánováno na 9. ledna 2017 opět v Západním Hollywoodu. Nominováni byli:

#### Industry Choice Awards
Nejlepší zdroj pro tvůrce stránek (Best Webmaster Resource)

Nominace: Adult Site Runner, ASACP, AVN, CCBill, CyberStampede, Fabscout Entertainment, Flirt 4 Free Affiliates, Free Speech Coalition, FUBAR Webmasters, Gay Wide Webmasters, GayDemon.biz, GFY, HotGayFeeds, JRL Charts Online, Model Centro, Porn Guardian, Reporo, SMAQ Digital Imprinting, Up Keep Me, XBiz, XXX Edit, YNOT
Nejlepší tvůrce obsahu (Best Content Producer)

Nominace: All Australian Boys, Alternadudes, Badpuppy, Bear Films, BelAmi Online, Biaggi Videos, Broke Straight Boys, Bulldog Pit, Cazzo Club, Channel 1 Releasing, Chaos Men, Citiboyz, Cocksure Men, Cocky Boys, COLT Studio Group, Corbin Fisher, Dallas Reeves, Dark Alley Media, Dirty Boy Video, Dirty Tony, Dominic Ford, Eurocreme Group, Falcon Studios Group/NakedSword Network, Flava Works, Fraternity X, Fresh SX, GayHoopla, Gold Pan Media, Guys in Sweatpants, Helix Studios, Hot Desert Knights, Hot House, Icon Male/ Mile High Media, Jet Set Men, Kristen Bjorn, Lucas Entertainment, Lucas Kazan Productions, Maverick Men, Men.com, Menatplay, Next Door Studios, Peter Fever, Phoenixxx, PLAYGIRL, Randy Blue, SD Boy, Sean Cody, Sketchy Sex, Skywire, Tim Tales, TitanMen, Treasure Island Media, William Higgins, You Love Jack
Nejlepší partnerský program (Best Affiliate Program)

Nominace: Adult Webmaster Empire, AEBN, BelAmi Cash, Big Bling, Blue Loot, Boy Crush Cash, Boy Profits, Buddy Profits, CamsPower, Channel 1 Releasing, Chaos Men, Chaturbate, COLT Cash, Corbin Pays, Dirty Boy Pays, Dirty Ducats, Flirt 4 Free Affiliates, Gunz Blazing, Guy Dollars, Haze Cash, Helix Cash, Homoactive Cash, Indie Bucks, Intense Cash, Kinky Dollars, Lucas Kazan, Lucas Pays, Male Revenue, Men Network Cash, Model Centro, MormonBoyz, Movie Dollars, Mr. Skin Cash, NakedSword Affiliate, Pinstripe Cash, PLAYGIRL Gold, PPV Networks, Puppy Cash, Pussy Cash, Relentless Rewards, Sky Wire Cash, Sobe Cash, Standahead, Stunner Media, TIMRev, TitanMen Cash, WoofCash, XXX Rewards, You Love Jack Cash, zBUCKz
Nejlepší platební společnost (Best Billing Company)

Nominace: CCBill, CommerceGate, Epoch, GTBill, SegPay, TrustCharge, Verotel
Nejlepší alternativní platební společnost (Best Alternative Billing Company)

Nominace: 2000 Charge, Credorax, Global Access, Global Billing Solutions, Humboldt Merchant Services, iProcessing, iTelebill, Mobius Payments, Netbilling, OrbitalPay/GET, Paxum, Pay 4, Payoneer, Pride Card Services, Probiller, Rocketgate, Vendo Services, Virtual XS, Web Billing
Osobnost roku (Business Person of the Year)

Nominace: Andrew Christian, Antonio Biaggi (Biaggi Videos), Cathy Beardsley (SegPay), Daniel Nardicio (Dworld & PLAYGIRL), Danny Z (Zbuckz), Davyd Dixon (Davyd Dixon Ent.), Dominic Ford, Douglas Richter (Supermen), Erik Schut (TLA Video), Gary Jackson (CCBill), George Duroy (BelAmi), Hector Rafael Camacho (Online Buddies), Jake Jaxson (Cocky Boys), Jay Kopita (YNOT), Karen Tynan, Keith Miller (Helix Studios), Keith Webb (Titan Media), Kristen Bjorn, Michael Lucas (Lucas Ent.), Rob Novinger (C1R.com), Robyn Way (GunzBlazing), Roger McMan (Mania Media), Scott Cullens (LÜB Lube), Stuart Davis (BelAmi), Tim Valenti (President Falcon Studios Group / Naked Sword), Toby J. Morris (Falcon Studios), Tony Rios (AVN), Trenton Ducati, Tucker Scott aka Rocco Fallon (VP of Production & Next Door Studios)
Nejlepší webhostingová společnost (Best Hosting Company)

Nominace: Adult Site Runner, Cavecreek Hosting, Certified Hosting, Choopa, EUHost, Gammae, Great Atlantic Media Group, LeaseWeb, MojoHost, Naked Hosting, National Net, Red Apple Media, VPS.net, Webair
Nejlepší nová společnost (Best New Company)

Nominace: Fifi / Whizworx, Hot Guys Fuck, NSFW — NakedSword Film Works, RentBoys.us, Skyn Men Media, Top Male Modeling, XXX Edit
Společnost roku (Company of the Year)

Nominace: All Australian Boys, BelAmi Online, C1R.com, CAM4, CCBill, Cocky Boys, Epoch, Eurocreme Group, Falcon Studios Group/NakedSword Network, Flirt 4 Free, Free Speech Coalition, Helix Studios, ImLive, Kink, Lucas Entertainment, Mania Media, MindGeek, Mormon Boyz, Mr. Man, NakedSword, Next Door Entertainment, Porn Guardian, TitanMen, TLA Video, Treasure Island Media, YNOT

#### Surfers Choice Awards
Nejlepší mobilní stránky (Best Mobile Content Site)

Nominace: BateWorld, BelAmi Online, Black Boy Addictionz, Cazzo Club, Chaos Men, Cocky Boys, COLT Studio Group, Eurocreme, Falcon Studios, Fit Young Men, Flirt4Free, Gay Porn Mega Sites, Gay Room, Guys In Sweatpants, Hairy and Raw, Helix Studios, Hot House, Jason Sparks Live, Kristen Bjorn, Lucas Entertainment, Lucas Kazan, Manhunt, Massive Gay Pass, Men.com, NakedSword, Next Door Buddies, Phoenixxx, PLAYGIRL, Raging Stallion, Randy Blue, Straight Men XXX, Supermen
Nejlepší pornografický blog či recenzní web (Best Porn Blog or Review Site)

Nominace: Adult Reviews, All The Porn That's Fit To Fuck, Banana Guide, Chronicles Of Pornia, Dewayne In SD, Gay Anthropology, Gay Daily Hot, Gay Demon, Gay Fleshbot, Gay Porn Blog, Gay Porn Fanatic, Gay Porn Times, Give Me Gay Porn, Jack Manly, Jesse Jackman, Just Us Boys, Manhunt Daily, Matt Steven's Muscle, Men On The Net, Mr Gay, Nick Young XXX, Queer Me Now, Queer Pig, QueerClick, Rabbits Reviews, smutjunkies, Str8 Up Gay Porn, The Best Porn, The Gay Republic, The Sword, Way Big
Nejlepší prodejní stránky (Best Product or Retail Site)

Nominace: 665 Leather, Amity Jack, Andrew Christian, Aneros, BeAMonstar, Boys INC, Boyz Shop, Buy BelAmi, Chi Chi LaRue's, COLT Studio Store, Eros Lube, Eurocreme Store, Extreme Restraints, Falcon Studios Store, Fleshjack, Fort Troff, Fun Factory, Gay Empire, Gear Essentials, Get Fifi, Gruff Pup, Helix Store, Hustler Hollywood, Hydromax Bathmate, LÜB Lube, Lucas Store, Mister B, Mr. S Leather, My Hardwear, My Porn Store, Naked Sword Store, Oxballs, Perfect Fit Brand, Private Toy Box, PUMP! Underwear, Rad Video, SOLD OUT Clothing, Sportsheets, SPUNK Lube, Stockroom, Studmall, Swiss Navy, TIM-Gear, TLA Gay, Tom of Finland Tools, ZoGay
Nejlepší video stránky (Best Video Site)

Nominace: All Australian Boys, Alternadudes, Badpuppy, Bear Films, BelAmi Online, Biaggi Videos, Blake Mason, Broke Straight Boys, Bulldog Pit, C1R, Cazzo Club, Chaos Men, Citiboyz, Cocksure Men, Cocky Boys, COLT Studio Group, Corbin Fisher, Dirty Boy Video, Dirty Tony, Dominic Ford, Eurocreme, Falcon Studios, Flava Works, Fraternity X, French Twinks, Fresh SX, Gay Castings, Gay Hoopla, Gay Room, Guys In Sweatpants, Helix Studios, Hot Boys, Hot Desert Knights, Hot House, Icon Male, Jason Sparks Live, Jet Set Men, Kristen Bjorn, Lucas Entertainment, Lucas Kazan, Man Royale, Maverick Men, Men POV, Men.com, Mormon Boyz, NakedSword, Next Door World, Phoenixxx, PLAYGIRL, Raging Stallion, Raw Fuck Club, Rub Him, SD Boy, Sean Cody, Sketchy Sex, Stag Homme, Staxus, TIM Fuck, Tim Tales, TitanMen
Nejlepší účinkující na videochatu (Best Webcam Performer)

Nominace: Adam Killian, Alex Grande, Benji Bastian, BravoDelta9, Brent Corrigan, BrianStallion1, Buck Angel, Busymantm, CalvinColle, Cory Fox, Cowboy Cam, Gordon Muscle, H0TsexGUYXXXL, HaydenSpearssX, Ivan Muscle, Jaden Storm, Jake Orion, Jason Stark, Johnny V., johnycoxx, Kenneth Wade, Kevin Warhol, Landon York, Mattkayd, MuscleConradoo, Muscle_Hunk_141, OB1k, Pacco Alencar, Pierre Fitch, Rick Washington, Robert Smiley, Sean Zevran, Sebastian Kross, Stefano, Tayte Hanson, Tom Lord, WillRodriguezX, Yanka Max
Nejlepší etnické stránky (Best Ethnic-Themed Site)

Nominace: Asian Boy Nation, Asian Boys XXX, Bi Latin Men, Black Boy Addictionz, Black Breeders, Black N Hung, Bruthaload, Citebeur, CocoDorm, Cute Fox 19, Dawgpound USA, Flava Works, Fuck You Cracker, Gay Arab Club, Gay Asian Network, Hot Boys, It's Gonna Hurt, Japan Boyz, Latin Boyz, Machofucker, Miami Boyz, Mix It Up Boy, Next Door Ebony, Papi, Papi Cock, Peter Fever, Raw Rods, Raw Strokes, Reality Thugs, Red Hot Latinos, Thug Boy, Thug Porn, Thug Seduction, Young Latino Studz
Nejlepší eskortní stránky (Best Escort Site)

Nominace: Boy Toy, Boys 4 U, Gay Escort Club, GP$cort, HourBoy, Men4RentNow, Planet Romeo, Rent Hot Angels, RentBoys.us, RentMen, Sleepy Boy, Torpedo Men
Nejlepší evropské stránky (Best European Site)

Nominace: BelAmi Online, Blake Mason, Cam4.fr, Cazzo Club, Dark Alley XT, English Lads, Eurocreme, French Twinks, Fresh SX, Fucker Mate, Hard Brit Lads, HOMOactive, Jalif Studio, Kristen Bjorn, Lucas Kazan, Men Of UK, Menatplay, Stag Homme, Staxus, Tim Tales, UK Hot Jocks, UK Naked Men
Nejlepší fetišistické stránky (Best Hardcore/Fetish Site)

Nominace: Alternadudes, Angry Young Man, Backroom Fuckers, Blacks On Daddies, Boynapped, Boys Pissing, Boys Smoking, Breed Me Raw, Bromo, Bulldog Pit, Club Inferno Dungeon, Cum Pig Men, Daddy Raunch, Dark Alley XT, Dick Wadd, Dream Boy Bondage, Exreme Boyz, Fisting Central, Gentlemen's Closet, Hot Desert Knights, Iron Lockup, KinkMen, Lucas Raunch, Menatplay, Nasty Daddy, Pits and Pubes, Raw and Rough, Raw Fuck Club, Scary Fuckers, Sketchy Sex, Spank This, Stud Fist, TIM Fuck, Titan Rough
Nejlepší žánrové stránky (Best Niche Site)

Nominace: Active Duty, All Australian Boys, Alternadudes, Bang Me Sugar Daddy, BateWorld, Bear Films, Boys Halfway House, Boys On Edge, Buck Angel, Citiboyz, Club Amateur USA, Coco Dorm, Cum Pig Men, Daddy Raunch, Dads Fuck Lads, Damn That's Big, Dick Dorm, Dirty Boy Video, Fantastic Foreskin, FootWoody, Fore-Skin, Gay Spa Videos, Gay Violations, Gentlemen's Closet, Guys in Sweatpants, Hard Heroes, Hot Boys, Iron Lockup, Island Studs, Knight Breeders, Lucas Kazan, Maskurbate, Men Over 30, Men POV, Menatplay, Mormon Boyz, Older 4 Me, Out In Public, Peter Fever, Raw Nasty Fuckers, Raw Rods, Rub Him, Stocky Dudes, Straight Boys Fucking, Straight Men XXX
Nejlepší webová/mobilní seznamka na sex (Best Hookup Site or App)

Nominace: Adam 4 Adam, Bareback RT, BateWorld, Bros 4 Bros, CumHunt, Daddyhunt, Gay Date Link, Gaydar, GCruise, GP$cort, Grindr, Growlr, GuySpy, Hornet, Jack'd, Manhunt, Manplay, Men 4 Sex Now, MenNation, MR X, Out Personals, Planet Romeo, Recon, Scruff, Squirt, Torpedo Men, VGL, Waterboys
Nejlepší živá kamera (Best Live Cam Site)

Nominace: Cam4, Camera Boys, Chaturbate, Coco Dorm, Flava Cams, Flirt4Free, Free Web Cams Gay, Gay Webcams, Hunk Privates, iFriends, Jock Men Live, Live Muscle Show, Randy Blue, Real Live Guys, Streamen, Supermen
Nejlepší nové stránky (Best New Site)

Nominace: Bareback RT XXX, Dirty Scout, Gay Massage Table, HomeMade Twinks, Leaked and Loaded, NakedSword Film Works, Next Door Raw, Phoenixxx Twinks, Pits and Pubes, Reality Dudes, Retromales, Skynmen, Str8 Chaser, Straight Men XXX, Super Gay Hero, Toe Sucking Guys, Torpedo Men, Troop Candy
Nejlepší osobnost (Best Personality)

Nominace: Austin Wilde (Guys In Sweatpants), Bianca Del Rio, Billy Santoro (Leaked and Loaded), Boomer Banks (Cocky Boys), Buck Angel, Chi Chi LaRue (C1R), Colby Keller, Dallas Steele, Davey Wavey, Deniz Bilgin (Helix Studios), Diesel Washington, Erik Schut (TLA Entertainment), FabScout Howard (FabScout), Hans Berlin, Jake Jaxson (Cocky Boys), Jeremy Lucido (Starrfucker Magazine), Jesse Jackman (TitanMen), Killian James, Lance Hart (PervOut.com), Marc MacNamara (Men.com), Michael Lucas (Lucas Entertainment), mr. Pam (NakedSword), Nick Capra, Nikki Night (CAM4 Head of Performer Training), Pablo Hernandez, Peter Le (Peter Fever), Pierre Fitch, RJ Sebastian (Cocky Boys), Scott Cullens (LÜB Lube), Sister Roma (The Sisters of Perpetual Indulgence), Steve Peña (BrentEverett.com), Topher DiMaggio, Trenton Ducati (Ducati Studios), Trevor Knight, Tucker Scott (Next Door Studios), Zachary Sire (Str8 Up Gay Porn)
Nejlepší pornohvězda (Best Porn Star)

Nominace: Adam Killian, Adam Ramzi, Adam Russo, Alex Mecum, Antonio Biaggi, Armond Rizzo, Asa Shaw, Austin Keyes, Austin Wilde, Austin Wolf, Billy Santoro, Boomer Banks, Brandon Wilde, Bray Love, Brendan Patrick, Brent Corrigan, Brent Everett, Bruce Beckham, Colby Keller, Dallas Steele, Dato Foland, Derek Parker, Diego Sans, Dolf Dietrich, Dominic Pacifico, Helmut Huxley, Hugh Hunter, Jackson Davis, Jesse Jackman, JJ Knight, Johnny Rapid, Johnny V., JR Bronson, Kayden Gray, Kirk Cummings, Kyle Kash, Kyle Ross, Levi Karter, Markie More, Michael Lucas, Mickey Taylor, Nick Capra, Paddy O'Brian, Peter Le, Pierre Fitch, Rocco Steele, Ryan Rose, Sean Duran, Sean Zevran, Sebastian Kross, Tayte Hanson, Tim Kruger, Trenton Ducati, Trevor Knight
Nejlepší stránky s videem na vyžádání (Best VOD Site)

Nominace: AEBN, Bromo Store, C1R, COLT Studio Group, Dark Alley, Eurocreme, Falcon VOD, Flava Works, Gay Empire, Gay Hot Movies, Homoactive TV, Kink On Demand, Kristen Bjorn, Lucas On Demand, Male Flixxx, Movie Mountain, NakedSword VOD, PLAYGIRL VOD, Pornhub Premium Gay, Stockroom Video On Demand, TLA Gay VOD, Video Box MEN
Film nebo webová série roku (Movie or Web Series of the Year)

Nominace: ArmyBoy (Eurocreme), Bareback Auditions 04: Raw Recruits (Lucas Entertainment), Behind Closed Doors (Gentleman's Closet), Brandon Wilde's First Gang Bang (Icon Male), Buff & Scruff (C1R), Cauke for President (TitanMen), Drilligan's Island (Manville Entertainment), Elder Sorensen's Story (MormonBoyz), Fame Game (NakedSword), Fuck Holes 3 (Treasure Island Media), He Likes it Rough & Raw (Bromo), Holy Fuck (Biaggi Videos), In the Flesh (Kristen Bjorn), Let Daddy Help (GayRoom), One Erection: The Un-Making of a Boy Band (Cocky Boys), Packin' (Dark Alley Media), Raw Adventures (Kristen Bjorn), RAW (ChaosMen), Raw Love (Helix Studios), Scandal in the Vatican 2: The Swiss Guard (BelAmi), Stiff Sentence (Hot House), Tarzan: A Gay XXX Parody (Men.com), The HUNGover (AsianBoyNation), The Reunion (Next Door Studios), The Wood in the Cabin: Part 1 & 2 (Phoenixxx), Total Exposure 2 (Raging Stallion), Triple Pleasures (Cocksure Men), VIP – After Hours (Falcon Studios), Winter Getaway (Sean Cody)
Nejlepší sexuální scéna (Best Sex Scene)

Nominace: Antonio Cervone, Gerard, & Jonas v ‘’Pure (Chaos Men); Beefy Straight Guy Brick Moorewood Barebacks Body Builder Luke Ward (Randy Blue); Adam Ramzi v The Forbidden Tango (Men On Edge); Adam Russo a Andy Banks v Devils in the Details (Icon Male); Angel Cruz a Baptiste Garcia v Sperm Shower (French Twinks); Brendan Patrick a Tex Davidson v Buff And Scruff (C1R); Bruno Bernal a Rocco Steele v Deep Examination (Hot House); ‘’Colby Keller Fucks Carter Dane (Cocky Boys); DeAngelo Jackson a Gustavo Ryder (Flava Works); ‘’Derek Parker Barebacks Aarin Asker (Cocksure Men); Devin Franco, Leo Forte, Ibrahim Moreno, Mario Domenech a Viktor Rom v ‘’Devin Franco's Bareback Gang Bang (Lucas Entertainment); DIego Sans, Tobias, Colton Grey a Luke Adams v Tarzan: Part 3 (Men.com); Dylan Knight a Brenner Bolton v Edging My Friend (GayRoom); Elder Sorensen a President Nelson v The Calling (Mormon Boyz); Evan Parker a Tyler Hill v Sweethearts (Helix Studios); Gustavo Ryder v Buraco Hot 8 – Piroca Dupla (Hot Boys); Hector de Silva a Dario Beck v Score (Menatplay); Jack a Ollie (Sean Cody); Jack Harrer, Joel Birkin a Claude Sorel v Offensively Large (BelAmi Online); Jackson Davis a Nick v Workout Buddies (Dirty Boy Video); Jared a Mirek Ceslar v Raw Adventures Scene 8 – The Bridge (Kristen Bjorn); Jesse Jackman a Eric Nero v Jail Break (TitanMen); JJ Knight a Angel Cruz v Spanish Fly - Thirst (Gentlemen's Closet); Johnny V. a Alex Mecum v VIP: After Hours (Falcon Studios); Kayden Gray a Cory Prince v Daddy's Orgy (Dads Fucking Lads/Eurocreme); Kirk Cummings a Alex Greene v Drilligan's Island (Manville Entertainment); Mario Cruz, Alessio Romero, Jon Galt, Vic Rocco, Nick Cross, Daxton Ryker a Alex Mason v Alex Mason's Birthday Gangbang (Raw Fuck Club); Markie More, Paul Canon a Quentin Gainz v The Reunion Series: Playful Boyfriends (Next Door World); Rocco Steele a JD Phoenix v Sexperiment Ep. 4: Take My Pretty Hole Daddy (NakedSword); Tex Davidson a Eric Nero v Tax Man Cumeth (TitanMen); Tristan Mathews a Coda v Tristan Mathews Fucks Coda Filthy (Raw) (Bareback RT XXX)
Nejlepší nováček (Best Newcomer)

Nominace: Abel Lacourt, Alexis Tivoli, Andy Star, Bruno Bernal, Carter Dane, Christian Lundgren, Collin Simpson, Colton Grey, Dale Cooper, Dallas Steele, Daniel Thompson, Danny Defoe, David Plaza, Derek Bolt, Eric Nero, Gerard at Chaos Men, Hector de Silva, Jack Hunter, Jared at Kristen Bjorn, Jean-Luc Bisset, JJ Knight, Johannes Lars, Kevin Blaise, Leo Fuentes, Manny at Sean Cody, Matthew Bosch, Nino Valens, President Oaks, Quentin Gainz, Rex Dakota, Ryan Jordan, Sean Ford, Skyler Grey, Stas Landon, Tex Davidson, Tony Salerno, Torsten Ullman, Trey Donovan, Vincent James
Nejlepší masážní stránky (Best Massage Site)

Nominace: Gay Massage Now, Massage Exchange, MassageM4M, Masseur Finder, Men 4 Rent Now, Please Masseur, Rent Masseur, USGayMassage
Nejlepší pornografická parodie či satira (Best Porn Parody or Satire)

Nominace: One Erection: The Un-Making of a Boy Band (Cocky Boys), Batman Vs. Superman: A Gay XXX Parody (Men.com), Cauke for President (TitanMen), Drilligan's Island (Manville Entertainment), How to Get Away with Murder (Dominic Ford), Poke-U-Man Go (Next Door World), The Devil is in the Details (Icon Male), The HUNGover (AsianBoyNation)
Nejlepší stránky o mužských celebritách (Best Male Celebrity Site)

Nominace: Bulge Report, Cinemale, Cocktails And Cocktalk, Famous Dick, Famous Males, GayCelebs Tube, Hollywood Xposed, Hunk Highway, Male Celeb Archives, Male Celebrity Sex, Male Stars, Mister Scandal, Mr. Man, Naked Male Celebs, omg blog, PLAYGIRL CELEBS, Queerty, Tabloid Men, The Banana Blog, The Gaily Grind, Top Celeb Men

#### Special Award
Zeď slávy Cybersocket (Cybersocket Wall Of Fame Award Of Excellence)
bude oznámeno
[ zpět nahoru ]